# Barcellona
Barcellona (pron. "Barcellóna"; in catalano Barcelona [bəɾs̙əˈɫonə] e in spagnolo Barcelona [baɾθeˈlona]) è una città della Spagna di 1 656 725 abitanti (area metropolitana: 5 355 127 abitanti), capoluogo della Catalogna, una comunità autonoma della parte orientale dello Stato, oltre che dell'omonima provincia e della comarca del Barcelonès: soprannominata Ciutat Comtal o Ciudad Condal (Città dei Conti), è la seconda città della Spagna per numero di abitanti dopo la capitale Madrid.
Nel 1992 fu sede delle Olimpiadi estive. Nel 2004 vi si è tenuto per la prima volta assoluta il Forum Universale delle Culture, la città ha ospitato l'Esposizione internazionale del 1888 e quella del 1929, ed è la sede fissa del Mobile World Congress e dell'Unione per il Mediterraneo.  Nel 2024 ha ospitato la 37ª America's cup di vela. Forte del turismo, del porto e della vicinanza alla Francia (160 km da Le Perthus), la città è il secondo maggior centro industriale e finanziario della Spagna dopo Madrid, nonché il maggior porto commerciale e turistico e uno dei maggiori d'Europa.

## Geografia fisica

### Territorio
È situata nella Spagna orientale, sul mar Mediterraneo a sud della catena montuosa dei Pirenei e 150 km dal Colle del Perthus, che segna il confine con la Francia, in una pianura situata tra il mare e la suddetta catena montuosa, tra le foci dei fiumi Besòs e Llobregat. Il comune è delimitato a nord dai comuni di Santa Coloma de Gramenet e Sant Adrià de Besòs, a ovest da Montcada i Reixac e da Sant Cugat del Vallès, a sud dalla zona franca con L'Hospitalet e Esplugues de Llobregat, mentre a est dal Mar Mediterraneo.
I rilievi della città possono venire divisi in tre sezioni distinte: i monti della Collserola, con il Tibidabo come maggiore cima (516,2 m) a dominare la città con il suo parco dei divertimenti; la pianura; il delta del Besòs e del Llobregat perpendicolari alla costa. Altre vette minori emergono dalla piana litoranea, la più conosciuta delle quali è il Montjuïc (184,8 m), collina nei pressi del porto dominata da una fortificazione.

### Clima

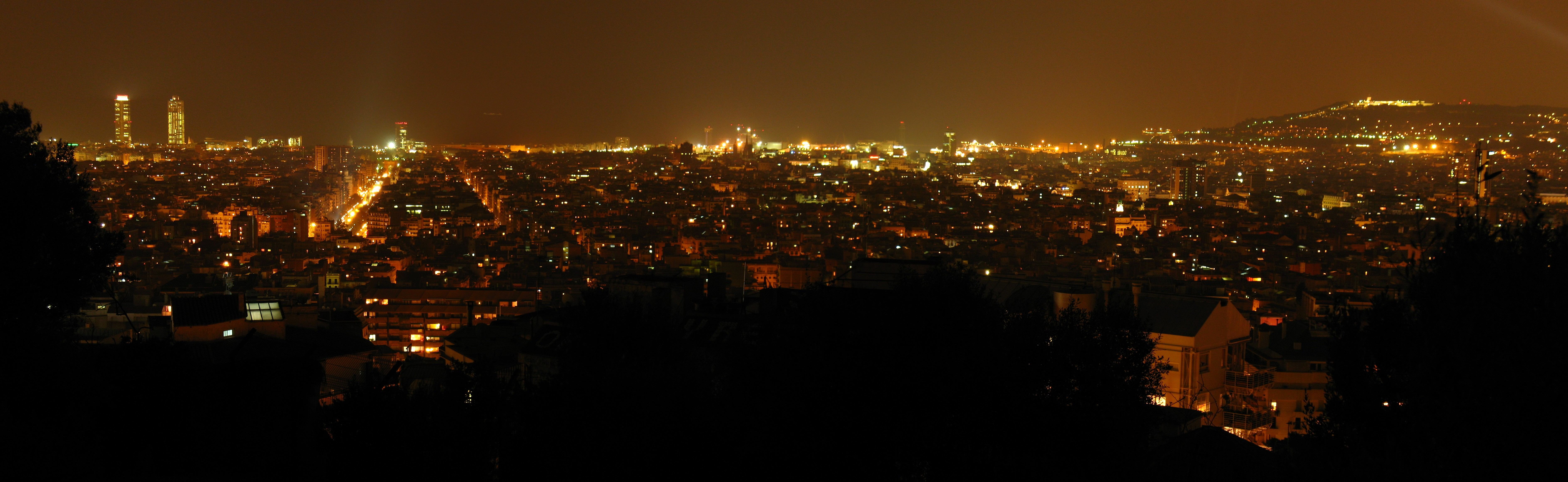
Panorama notturno di Barcellona

Barcellona ha un clima mediterraneo con alcune caratteristiche differenti da quelle tipiche del clima mediterraneo, come una quantità non trascurabile di piogge in estate e un minimo secondario di precipitazioni in inverno. A Barcellona, come in tutta la Catalogna, il classico clima mediterraneo con inverni umidi e temperati ed estati aride risente della posizione che ha rispetto al resto del Mediterraneo Occidentale.
Gennaio e febbraio sono i mesi più freddi; luglio e agosto i più caldi. La più alta temperatura mai registrata in città è stata 38,6 °C, il 12 agosto del 2003, e la più fredda i −7 °C dell'11 febbraio del 1956. L'estate del 2003, similmente a tutta l'Europa Occidentale, lasciò il mese con la temperatura media più alta da quando si hanno registrazioni (27,8 °C di media ad agosto), mentre il febbraio del 1956 vide la temperatura media mensile più bassa del secolo XX: 4,5 °C.
La posizione di Barcellona tra la "Serra di Collserola" (la cui quota massima è di 516,2 metri) e il mar Mediterraneo favorisce scarse escursioni termiche giornaliere, in media di circa 7 °C in tutte le stagioni, e un tasso di umidità particolarmente alto in estate e autunno. Perciò è raro avere temperature estreme: di media si registrano 5 gelate ogni inverno e non più di dieci giorni con massima superiore ai 30 °C. Ma questo cambia subito nei quartieri alti e le borgate vicine alle vallate prelitoranee. Nella comarca del Vallès le ghiacciate superano i 30 giorni annui e i 25 giorni per le massime superiori ai 30 °C d'estate. Tuttavia tali massime non superiori ai 30 °C per molti giorni d'estate vengono accompagnate da un forte disagio causato dall'alta umidità media con forte afa, xafogor in catalano. Al contrario d'inverno, pur essendo di media le temperature non eccessivamente basse, predominano venti di maestrale e non di rado tramontana che aumentano il freddo percepito: fredor in catalano.
Le piogge mediamente ammontano ai 620 mm annuali e sono presenti durante tutti i dodici mesi dell'anno, con massimi tra settembre e novembre e un minimo estivo in luglio. I temporali di agosto fanno sì che le precipitazioni estive siano localmente abbondanti: in certi anni (1977, 1987, 1995, 2002, 2005, 2011) questo mese ha registrato valori pluviometrici davvero ragguardevoli, come i 220 mm misurati durante un violento nubifragio la notte fra il 31 di luglio e il 1º di agosto del 2002. In media si registrano 25 giorni di temporale, soprattutto ad agosto e settembre (cinque ciascuno).
Nonostante il clima complessivamente temperato non sono inusuali in inverno episodi di gran freddo, quando masse d'aria fredda scendono nel Mediterraneo occidentale passando per il Golfo del Leone, che possono portare in media 1-2 giorni di neve. I cittadini ricordano bene la vera e propria tempesta di neve del Natale del 1962 (quando la città fu bloccata da più di 50 cm di neve nel centro e quasi un metro in collina), la nevicata dell'Epifania del 1985 (che venne seguita da due settimane con temperature non molto dissimili a quelle del febbraio del 1956), quelle del febbraio dell'83 e quello dell'87 e la spettacolare nevicata del 1º di marzo del 1993. Più recentemente sono notevoli la precocissima nevicata del 21 novembre 1999 (mai aveva nevicato così presto dal Seicento), la vera e propria bufera del 15 dicembre del 2001 e le tempeste di neve, anche con fenomeni temporaleschi, del 28 febbraio 2004, del 1º marzo 2005, dell'8 marzo 2010, del 2 febbraio 2012 e dell'8 febbraio 2018. 
| BARCELLONA          | Mesi | Mesi | Mesi | Mesi | Mesi | Mesi | Mesi | Mesi | Mesi | Mesi | Mesi | Mesi | Stagioni | Stagioni | Stagioni | Stagioni | Anno |
| BARCELLONA          | Gen  | Feb  | Mar  | Apr  | Mag  | Giu  | Lug  | Ago  | Set  | Ott  | Nov  | Dic  | Inv      | Pri      | Est      | Aut      | Anno |
| ------------------- | ---- | ---- | ---- | ---- | ---- | ---- | ---- | ---- | ---- | ---- | ---- | ---- | -------- | -------- | -------- | -------- | ---- |
| T. max. media (°C)  | 13,4 | 14,6 | 15,9 | 17,6 | 20,5 | 24,2 | 27,5 | 28,0 | 25,5 | 21,5 | 17,0 | 14,3 | 14,1     | 18,0     | 26,6     | 21,3     | 20,0 |
| T. min. media (°C)  | 4,4  | 5,3  | 6,7  | 8,5  | 12,0 | 15,7 | 18,6 | 19,3 | 16,7 | 12,6 | 8,1  | 5,7  | 5,1      | 9,1      | 17,9     | 12,5     | 11,1 |
| Precipitazioni (mm) | 41   | 29   | 42   | 49   | 59   | 42   | 20   | 61   | 85   | 91   | 58   | 51   | 121      | 150      | 123      | 234      | 628  |
| Giorni di pioggia   | 6    | 5    | 6    | 7    | 7    | 6    | 3    | 6    | 6    | 8    | 6    | 6    | 17       | 20       | 15       | 20       | 72   |

I dati sono forniti dalla stazione meteorologica di Barcellona.

## Storia
Secondo la leggenda, a fondare la città di Barcellona fu il cartaginese Amilcare Barca, padre di Annibale. In realtà l'esistenza di una Barcellona punica non si è mai potuta provare, così come sembra non avere molto più fondamento la nascita e l'immediato sviluppo di un insediamento greco nelle immediate vicinanze della città. È probabile che i primi abitanti di Barcino, fondata intorno al 300 a.C., fossero delle genti di origine ibera.
Nel 219 a.C., durante la seconda guerra punica, l'abitato iberico venne conquistato dai Romani. Successivamente, gli stessi Romani riorganizzarono la città come un castrum (un campo militare), situato sul monte Tàber, una collina dove oggi sorgono da una parte il municipio e dall'altra la sede della Generalitat de Catalunya (Plaça de Sant Jaume). La città fu battezzata dai Romani con il nome di Colonia Iulia Augusta Faventia Paterna Barcino. L'organizzazione antica delle strade è ancora visibile nelle cartine del centro storico e nelle mura romane rimaste in piedi. Si ritiene che Barcino avesse anche un anfiteatro, probabilmente ubicato nei pressi della Basilica di Santa Maria del Mar.
Nel V secolo, la città fu poi conquistata dai Visigoti, che ne fecero la propria provvisoria capitale. A questi seguirono dapprima i Mori (nell'VIII secolo) e poi i Franchi, guidati da Ludovico il Pio (nell'anno 801). Questi ultimi ne fecero la capitale della contea di Barcellona. Fu poi saccheggiata dal hajib omayyade Almanzor nel 985.
A partire dal X secolo Barcellona visse un lungo periodo di prosperità che continuò anche quando, nel 1137, per un gioco di alleanze, il conte divenne re di Aragona, e la città il centro più rappresentativo del reame e capitale del Principato di Catalogna. Barcellona divenne uno dei maggiori porti del Mar Mediterraneo (i suoi mercanti e armatori rivaleggiavano con i genovesi, con i quali erano in essere trattati commerciali e di navigazione fin dal XII secolo); il centro si arricchì di sontuosi edifici gotici e, tra il XIII e il XIV secolo, due nuove cinte murarie ne fortificarono il cuore medievale.
Nel XV secolo, la città entrò in un periodo di decadenza che si protrasse nei secoli successivi. L'unione personale con il regno di Castiglia, iniziata con il matrimonio tra Ferdinando II d'Aragona e Isabella di Castiglia nel tardo Quattrocento, segnò il declino economico della Catalogna, i cui cittadini furono esclusi dal commercio con l'America ormai scoperta. Nel 1717, a seguito della sconfitta subita contro le forze del primo dei Borboni di Spagna, re Filippo V, la Catalogna perse l'indipendenza politica.
Con l'apertura del Canale di Suez, Barcellona tornò a essere un'importante città portuale. L'industrializzazione dell'Ottocento proseguì per tutto il Novecento risollevando l'economia, e la città tornò a essere un importante centro commerciale, politico e culturale. Testimoni ne sono le due Esposizioni Universali organizzate nel 1888 e nel 1929.
Nella seconda metà del XIX secolo il progetto di abbattere le antiche mura medievali fece spazio a l'Estensione (in catalano Eixample) che allargò i confini della città fino a inglobare i paesini della vicina periferia. Fu il caso di Gràcia, Sarrià, Horta, Sant Gervasi de Cassoles, Les Corts, Sants, Sant Andreu de Palomar e Sant Martí de Provençals.

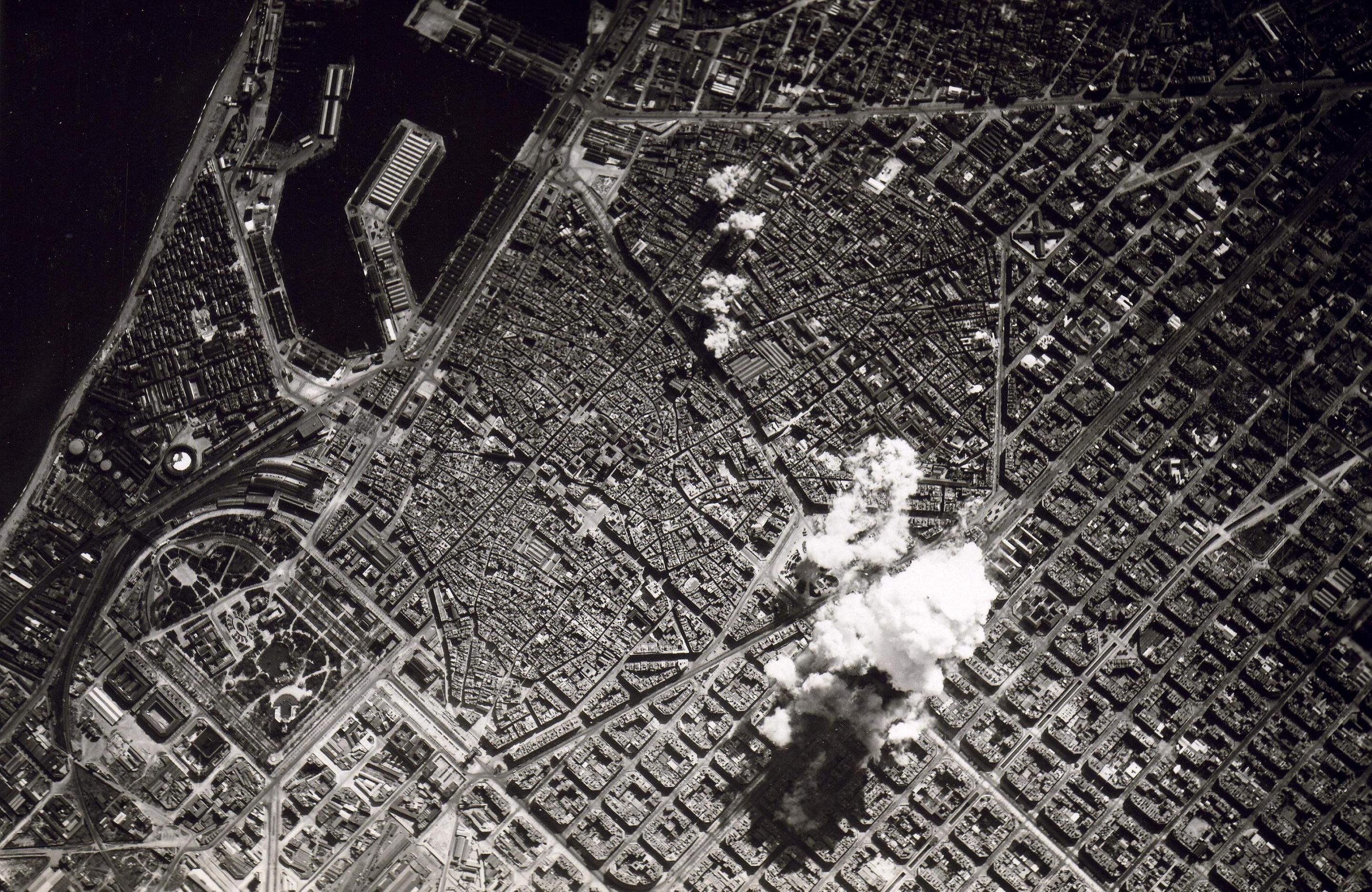
Bombardamento aereo di Barcellona del 17 marzo 1938, fotografato da un bombardiere italiano.

Durante la guerra civile Barcellona si schierò dalla parte della Repubblica. Più precisamente, il forte e radicato movimento anarchico della città diede impulso a massicce collettivizzazioni e a diffuse esperienze di autogestione nell'industria e nei servizi pubblici. Durante la guerra, la città fu bombardata in diverse occasioni principalmente dall'Aviazione Legionaria italiana, ma anche dalla Legione Condor, nazista, al servizio del generale Franco. Ci furono 385 bombardamenti, i quali causarono 2 750 morti. La città fu occupata il 26 gennaio 1939 dall'Esercito franchista (Battaglia di Catalogna). Il regime abolì le istituzioni politiche autonome e vietò l'uso della lingua catalana. Durante i 36 anni della dittatura, Barcellona visse un periodo di trasformazione sociale e culturale. La forte immigrazione (essenzialmente dal sud della Spagna) iniettò nel substrato cittadino un gran numero di abitanti di lingua spagnola, riducendo l'impatto del catalano. Il 14 aprile del 1943 fu fondato il Museo di storia di Barcellona dallo storico Agustín Durán Sanpere.
Alla fine degli anni settanta, il ritorno della democrazia portò anche un recupero dell'identità politico-culturale catalana. Nel 1986 la Spagna entrò a far parte dell'Unione Europea.
Barcellona cominciò un nuovo sviluppo culturale e urbanistico che l'ha trasformata nella moderna metropoli del presente. I Giochi Olimpici, organizzati nel 1992, contribuirono molto allo sviluppo del capoluogo catalano. Negli anni che vanno dalla designazione olimpica nel 1986 al 1992, Barcellona si trasformò radicalmente, rinnovandosi, ampliandosi e promuovendo la sua immagine ovunque nel mondo.
Nel 1987 un'autobomba dei separatisti baschi dell'ETA esplose all'Hipercor e uccise 21 persone. Il 17 agosto 2017, circa alle ore 17:00, la città di Barcellona è stata teatro di un attacco terroristico rivendicato dall'Stato Islamico: un furgone guidato da un jihadista si lanciò contro i pedoni su La Rambla, uccidendo 14 persone sul momento e ferendone oltre 100, una delle quali morì in seguito portando così a 15 il totale delle vittime dell'attentato (oltre al terrorista); altri attacchi si verificarono in altre località della Catalogna. Il Primo Ministro della Spagna, Mariano Rajoy, definì l'attentato un "attacco Jihādista" e l'Amaq News Agency ne attribuì la responsabilità, seppur indiretta, allo Stato Islamico dell'Iraq e del Levante (ISIS).

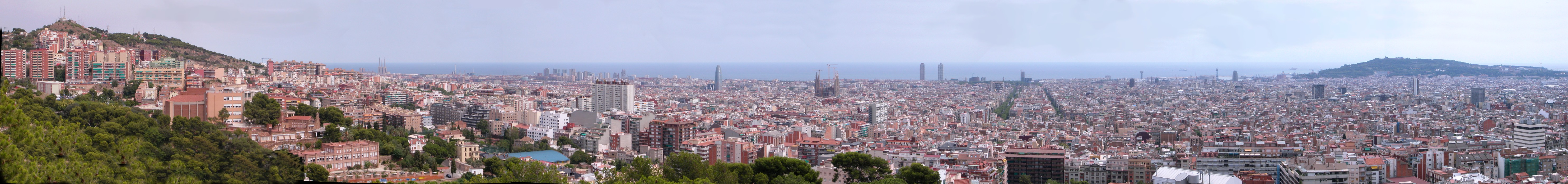
Panoramica verso il mare

## Monumenti e luoghi d'interesse

### Patrimoni dell'umanità
A Barcellona esistono vari punti di interesse dichiarati Patrimoni dell'umanità dall'UNESCO:
| Codice  | Nome                                                   | Anno | Coordinate               |
| ------- | ------------------------------------------------------ | ---- | ------------------------ |
| 320-001 | Parco Güell                                            | 1984 | 41°24′59.6″N 2°09′07.7″E |
| 320-002 | Palazzo Güell                                          | 1984 | 41°22′50.5″N 2°10′30.6″E |
| 320-003 | Casa Milà                                              | 1984 | 41°23′51.3″N 2°09′46.9″E |
| 320-004 | Casa Vicens                                            | 2005 | 41°22′50.5″N 2°10′30.6″E |
| 320-005 | Facciata della Natività e cripta della Sagrada Família | 2005 | 41°24′19.8″N 2°10′30.2″E |
| 320-006 | Casa Batlló                                            | 2005 | 41°22′00.3″N 2°09′59″E   |
| 320-007 | Cripta della colonia Guell                             | 2005 | 41°21′48″N 2°01′40″E     |
| 804-001 | Palau de la Música Catalana                            | 1997 | 41°23′16″N 2°10′30″E     |
| 804-002 | Hospital de Sant Pau                                   | 1997 | 41°24′50″N 2°10′30″E     |

A Barcellona si ha la possibilità, percorrendo a piedi le strade, di trovare tracce della sua storia millenaria, dalle rovine romane e della città medievale fino ad arrivare ai quartieri del modernismo catalano, con i suoi edifici caratteristici, i suoi isolati quadrati, i suoi viali alberati e le sue strade larghe. La città antica sorge pressoché in pianura, mentre i quartieri più recenti acquisiscono maggiore pendenza man mano che ci si avvicina alla catena di colline retrostante.
Alcuni esempi del modernismo sono gli edifici del Quadrat d'Or nel quartiere dell'Eixample, le opere di Antoni Gaudí e il Palau de la Música Catalana di Lluís Domènech i Montaner, dichiarato nel 1997 patrimonio dell'umanità dall'UNESCO e situato nel quartiere di Sant Pere, accanto a Via Laietana. Non meno importanti sono i contributi architettonici, sempre d'impianto modernistico, di Josep Puig i Cadafalch.
All'interno del Barri Gòtic, nella Ciutat Vella, da notare è la bellissima Cattedrale di Sant'Eulalia, dedicata alla patrona della città. La cattedrale è liberamente visitabile in alcune ore del giorno, altrimenti l'entrata è a pagamento e comprende non solo la chiesa ma anche i musei annessi all'interno dei palazzi collegati a essa, tra cui il Palau del Lloctinent che fa da sfondo alla Plaça del Rei. Sempre nel Barri Gòtic si trova un'altra chiesa degna di nota: Santa Maria del Pi, mentre Santa Maria del Mar si trova nel Born.

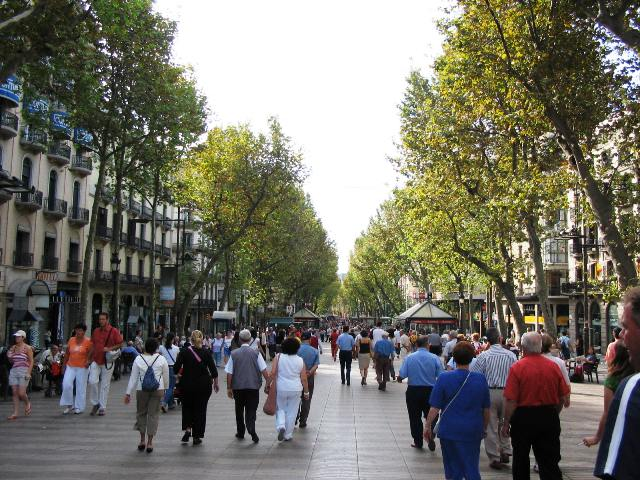
La Rambla

Tra i luoghi di maggior attrazione si ricorda il viale La Rambla, situato tra Plaça de Catalunya, centro della città moderna, e il Porto Antico. La strada, sia di giorno che di notte, è colma di gente e lungo il suo marciapiede centrale si possono trovare giornalai, fiorai, venditori di uccelli, artisti di strada, caffetterie, ristoranti e negozi. In prossimità del porto è frequente incontrare bancarelle dove si esercitano e lavorano pittori e disegnatori. Passeggiando lungo Les Rambles si possono ammirare vari edifici di interesse come il Palazzo della Virreina, il colorato Mercato della Boqueria e il famoso Gran Teatre del Liceu, in cui vengono rappresentati opere e balletti. Anche le strade laterali sono caratteristiche; una di queste, molto breve, conduce alla Plaça Reial, una piazza con palme ed edifici i cui portici ospitano birrerie e ristoranti e nella quale, durante il fine settimana, si riuniscono collezionisti di francobolli e monete.

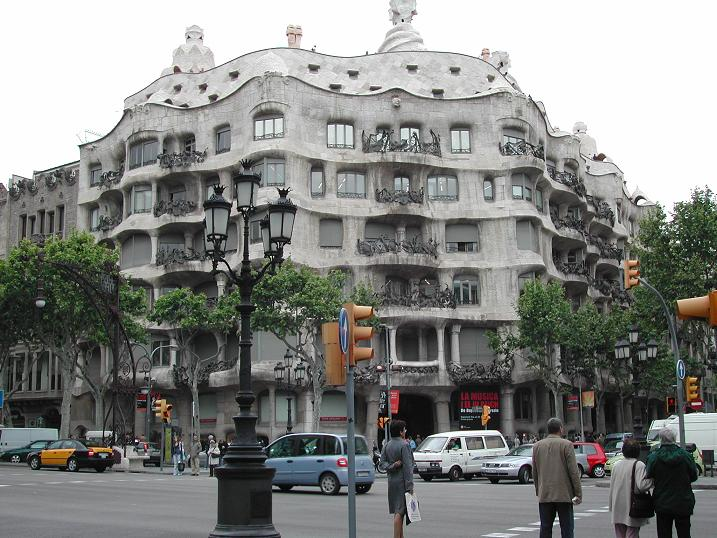
Casa Milà, detta La Pedrera, il capolavoro di Antoni Gaudí

Le Ramblas terminano arrivando al Porto Antico, dove si trova il Monumento a Cristoforo Colombo che, con il dito puntato, indica metaforicamente la direzione del Nuovo Continente. A pochi passi da lì, si incontra il Museo marittimo dedicato soprattutto alla storia navale del Mar Mediterraneo, nel quale si può ammirare la riproduzione in scala reale di una galera da combattimento. Il museo è situato nei cantieri navali medioevali, dove venivano costruite le barche che navigavano per il Mediterraneo, e i suoi capannoni in pietra sono un esempio di archeologia industriale. Il Porto Antico offre altre attrazioni, come un centro commerciale con negozi, ristoranti, cinema e il maggior acquario della fauna marina mediterranea.

### La città di Gaudí

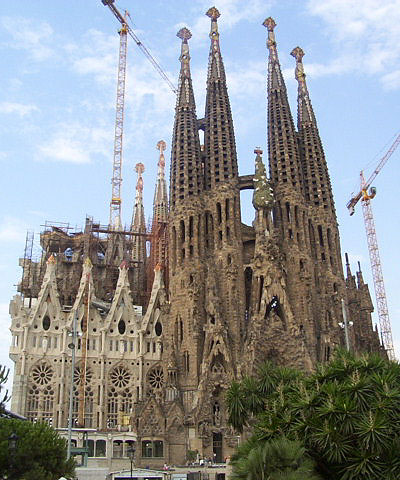
La Sagrada Família di Antoni Gaudí

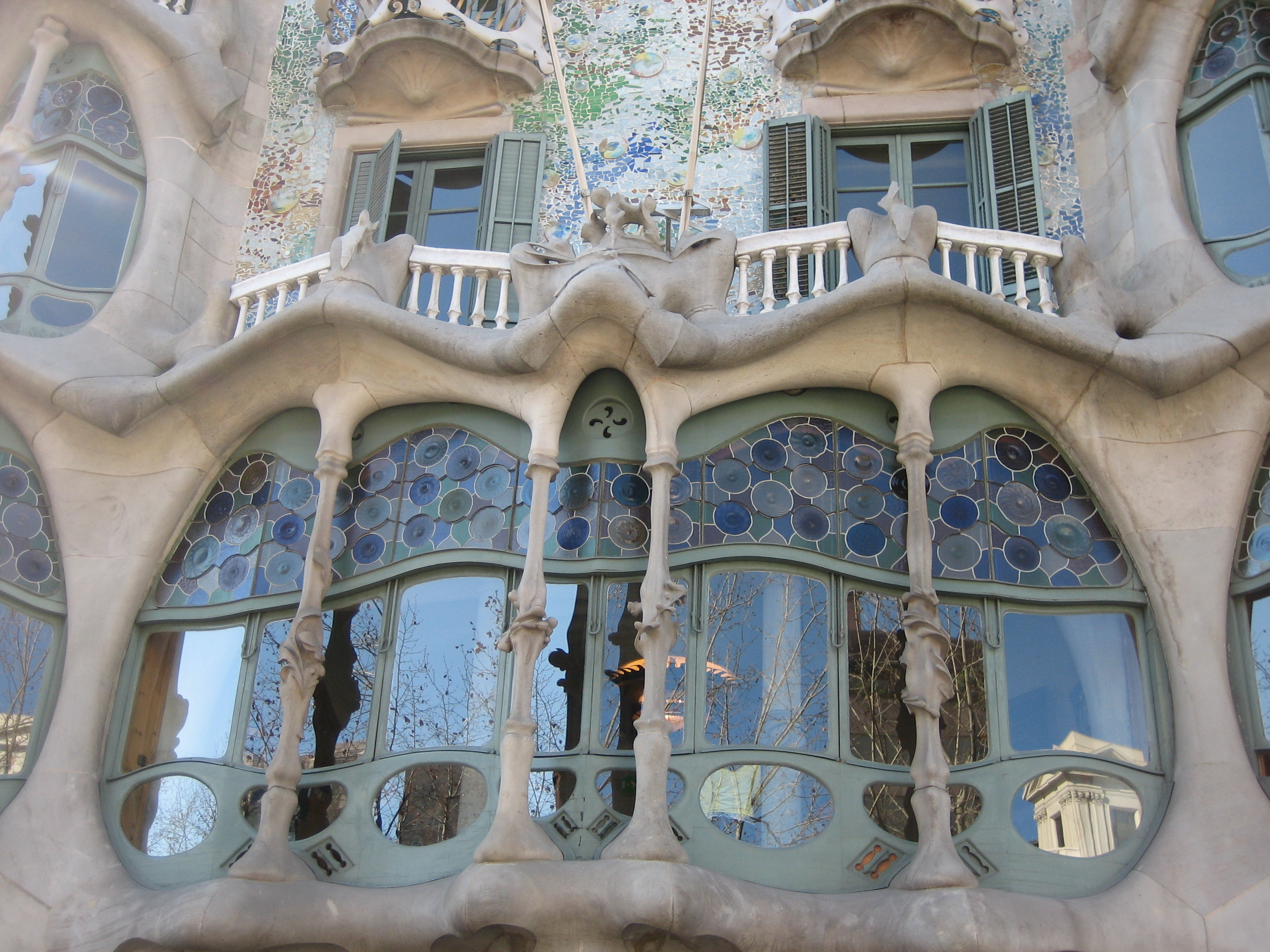
La Casa Batlló di Antoni Gaudí

Barcellona è la città dove ha vissuto e lavorato l'architetto Antoni Gaudí, le cui opere attraggono ogni anno molti turisti da tutto il mondo. La più nota è la chiesa della Sagrada Família, il cui nome completo in catalano è Temple Expiatori de la Sagrada Família (Tempio espiatorio della Sacra Famiglia), che Gaudí lasciò largamente incompiuta e che è tuttora in costruzione dal 1882. In base ai moderni mezzi e materiali si prevede che verrà ultimata intorno al 2026. I lavori per la sua costruzione sono unicamente finanziati dalle offerte dei fedeli e dalle entrate derivanti dalla vendita ai visitatori del biglietto di ingresso. La facciata della Natività era già stata completata prima della morte del progettista; recentemente è stata terminata quella della Passione, otto delle dodici torri corrispondenti agli Apostoli, e la torre della Vergine. Rimane inoltre da completare la facciata della navata centrale, quella rappresentante la Gloria.
Tra le altre opere di Antoni Gaudí, le più famose e importanti sono il Parco Güell, la Casa Milà, meglio conosciuta con il nome di "La Pedrera", Casa Batlló, Palazzo Güell e Casa Vicens.

### Musei
Tra i musei dell'arte di Barcellona rivestono un grandissimo interesse quello della Fundació Joan Miró, che conserva alcune realizzazioni del pittore maiorchino e dove vengono realizzate esposizioni itineranti con opere provenienti da tutti i musei del mondo; degno di nota è inoltre il Museu Picasso, contenente un'importante collezione di opere poco conosciute del famoso pittore che risalgono al suo primo periodo. Nel Museo nazionale d'arte della Catalogna (MNAC) si trova una delle più grandi collezioni di arte romanica del mondo. Tra questi di speciale interesse sono gli affreschi romanici trasferiti al museo direttamente da cappelle e chiese di tutta la Catalogna. A pochi passi dal MNAC, alle falde del Montjuïc, si trova il CaixaForum Barcelona, un grande centro culturale che trova sede nell'antica Fàbrica Casaramona. Uno dei più antichi musei della città, fondato nel 1882, è il Museo di scienze naturali. Uno dei musei più celebri è il Museo di storia di Barcellona, conosciuto anche con la sigla MUHBA, dedito alla storia e archeologia della città. Il Museo del cioccolato ha per obiettivo la promozione della tradizione cioccolatiera artistica locale. È stato inaugurato dall'inventore Pep Torres nel 2011 il MiBa, Museu d'Idees i Invents de Barcelona. Situato presso l'edificio Disseny Hub Barcelona, il museo del design di Barcellona viene aperto nel dicembre 2014, e il vicino Museu de la Música de Barcelona, aperto nel 2007.

### Il Montjuïc e il Tibidabo
Il monte Montjuïc è un piccolo monte situato vicino al porto, sulla cima del quale si trova il Castell de Montjuïc, un'antica fortezza militare che serviva per vigilare l'entrata a Barcellona dal mare. Questo luogo è noto ai catalani per via della fucilazione da parte della polizia franchista, nel 1940, di Lluís Companys i Jover, presidente della Generalitat de Catalunya, oggi considerato eroe nazionale catalano.
Oltre al già menzionato Museo nazionale d'arte della Catalogna (MNAC), il Montjuïc ospita anche lo stadio olimpico Lluís Companys, progettato dall'architetto italiano Vittorio Gregotti e sede fino al 2009 delle partite casalinghe della seconda squadra di calcio della città, l'Espanyol, il palazzo dello sport (Palau Sant Jordi, in onore del Santo patrono della Catalogna), disegnato da Arata Isozaki, e le piscine. Domina il paesaggio la torre delle comunicazioni, progettata da Santiago Calatrava e costruita per le Olimpiadi del 1992. Sempre al Montjuïc si trova inoltre il giardino botanico, che dispone di una collezione unica di cactus, e il Teatre Grec costruito in occasione dell'Expo 1929.
Un altro monte cittadino è il monte Tibidabo, situata nell'entroterra nella parte più alta della città, e vi si trovano una chiesa e un parco divertimenti, e anche qui è presente, a breve distanza, un'antenna delle telecomunicazioni disegnata da Norman Foster.

### I parchi

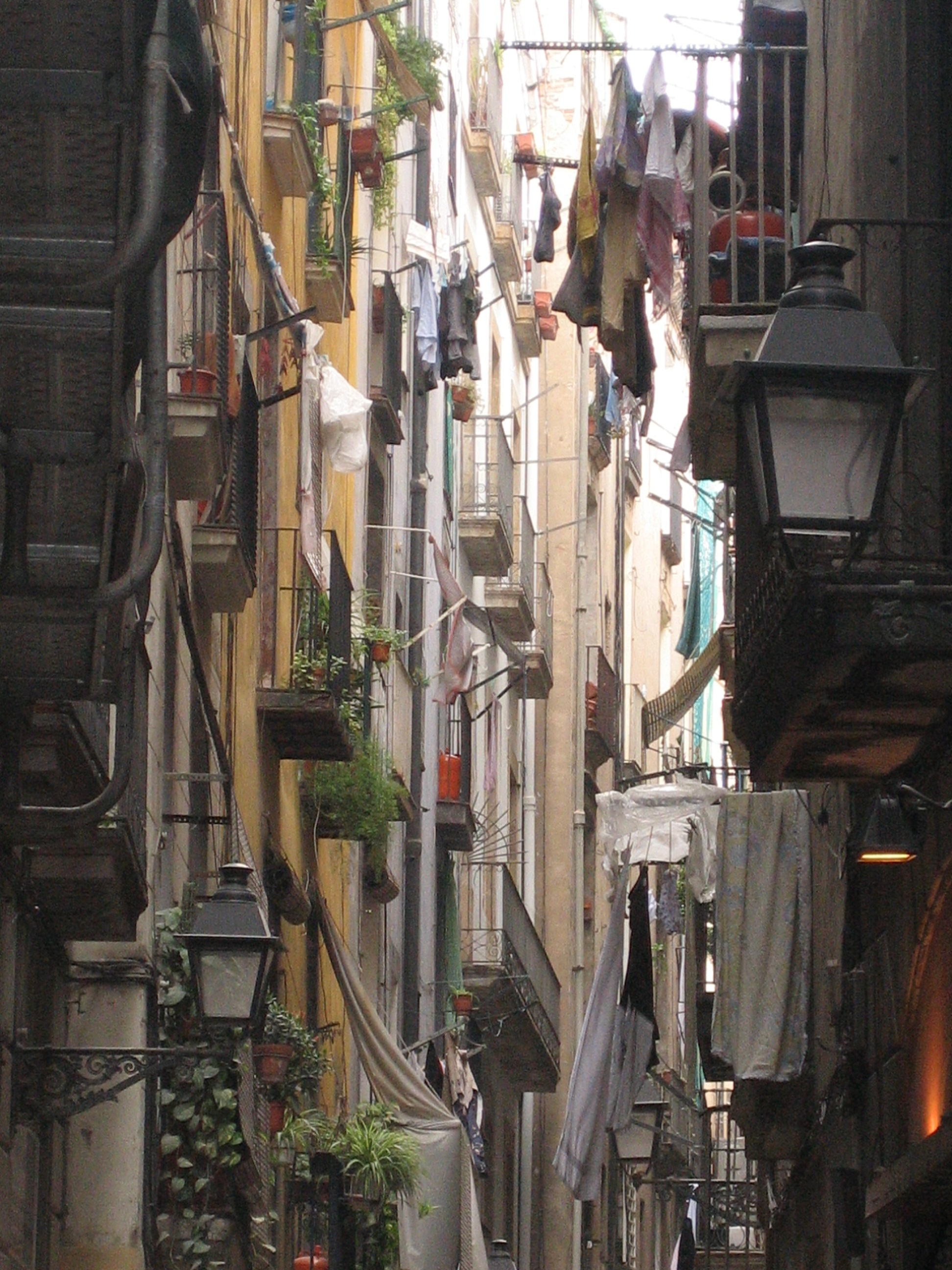
Caratteristiche vie del Barri Gòtic

Barcellona conta numerosi parchi. I più conosciuti sono il Parco Güell opera di Antoni Gaudí situato nel distretto di Gràcia, il parco di Montjuïc, situato sulla cima della montagna omonima, il Parco della Cittadella nel centro della città e al cui interno si trova il Parlamento della Catalogna e lo zoo, famoso per aver ospitato il gorilla albino Fiocco di Neve.
Recentemente è stato inaugurato il Parco della Diagonal Mar, il più grande della città, disegnato da Enric Miralles. Altri parchi minori sono: il "Parco della Spagna Industriale" nel quartiere di Sants, il Parc de l'Estació del Nord, opera di Beverly Pepper, il "Parco del Forum" dove si è svolto il Forum Universale delle Culture del 2004, il Parco del labirinto di Horta, dove gli alberi sono piantati in modo da formare un labirinto, il Parco del Clot vicino alla Plaça de les Glòries Catalanes e il Turò Park, vicino alla Plaça de Francesc Macià.

### Le spiagge di Barcellona

Ubicazione delle spiagge di Barcellona

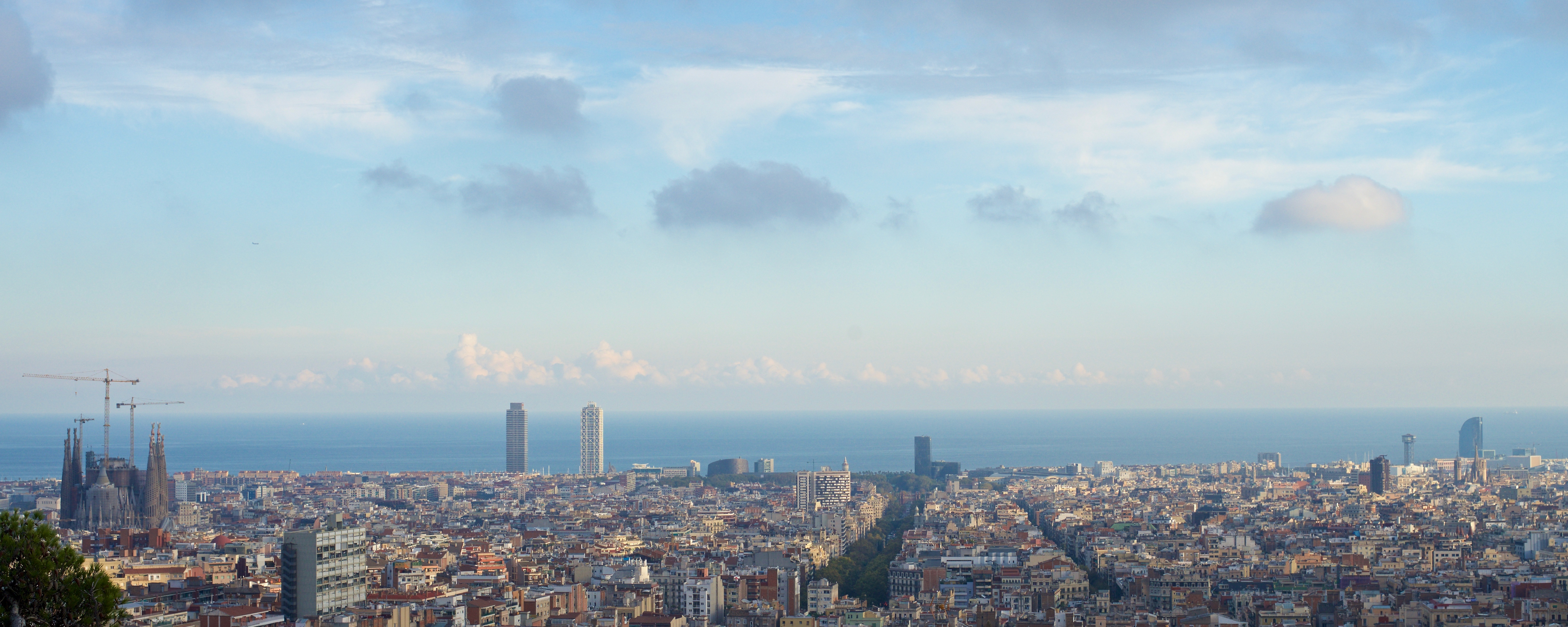
Barcelona

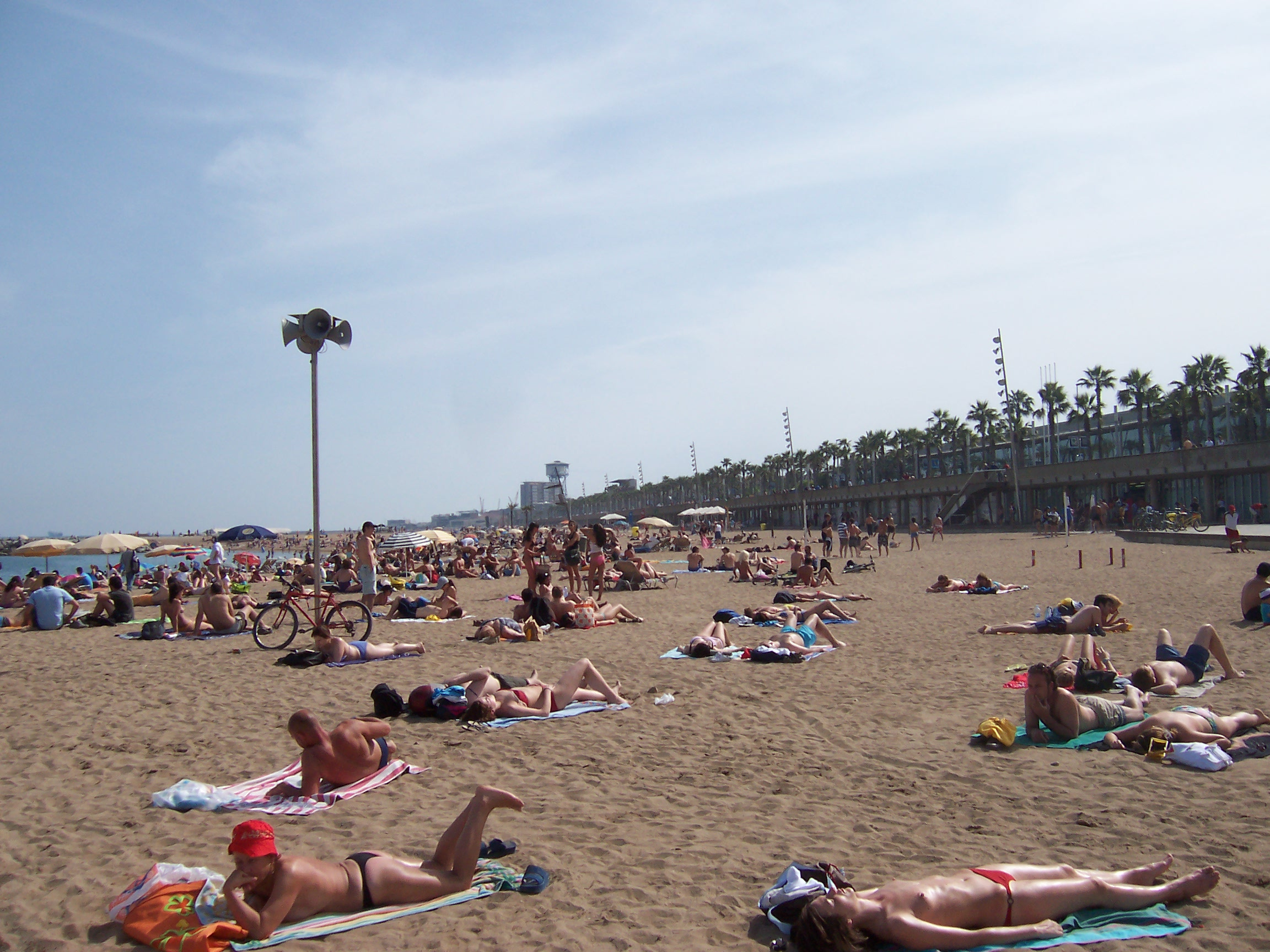
Spiaggia della Barceloneta

Una delle principali attrattive di Barcellona sono state le sue spiagge. Grazie alla rigenerazione del litorale attuata nel 1992, per le Olimpiadi, Barcellona può contare su otto spiagge che si estendono per più di 4,2 km. Le spiagge sono centrali, collegate con il centro storico, situate a pochi minuti dalla città e sono interamente attrezzate con i più importanti servizi: docce, vigilanza, pronto soccorso, rastrelliere per biciclette, wi-fi gratuito e, in alcuni casi, cabine-spogliatoio e servizio di noleggio di amache, lettini e ombrelloni. Le spiagge sono sottoposte a pulizia ogni giorno durante tutto l'anno, e quattro vantano la Bandiera Blu della FEE. Secondo i dati del comune di Barcellona, ogni anno le spiagge di Barcellona ricevono più di sette milioni di bagnanti. Anche se la maggior parte di questi bagnanti si concentra nei mesi estivi tra maggio e settembre, i cittadini e i turisti possono usufruirne per tutto l'anno, essendo attrezzate per giocare a tennis, pallavolo e altri sport. Nella spiaggia di Somorrostro, vicino all'Hotel Arts, sono situati un moderno centro di talassoterapia municipale e il centro polisportivo marittimo, dotato di piscine con acqua di mare che permettono di utilizzare i servizi sportivi tutto l'anno. Le otto spiagge sono, da ovest a est: Sant Sebastià (parzialmente naturista), Barceloneta, Somorrostro, Nova Icària, Bogatell, Mar Bella (naturista), Nova Mar Bella e Llevant. Tra la spiaggia di Somorrostro e quella di Nova Icària si trova la struttura del Port Olímpic, mentre a est della spiaggia del Llevant si trova lo zoo marino (Zoo Marí).

### LaMonumental de Barcelona

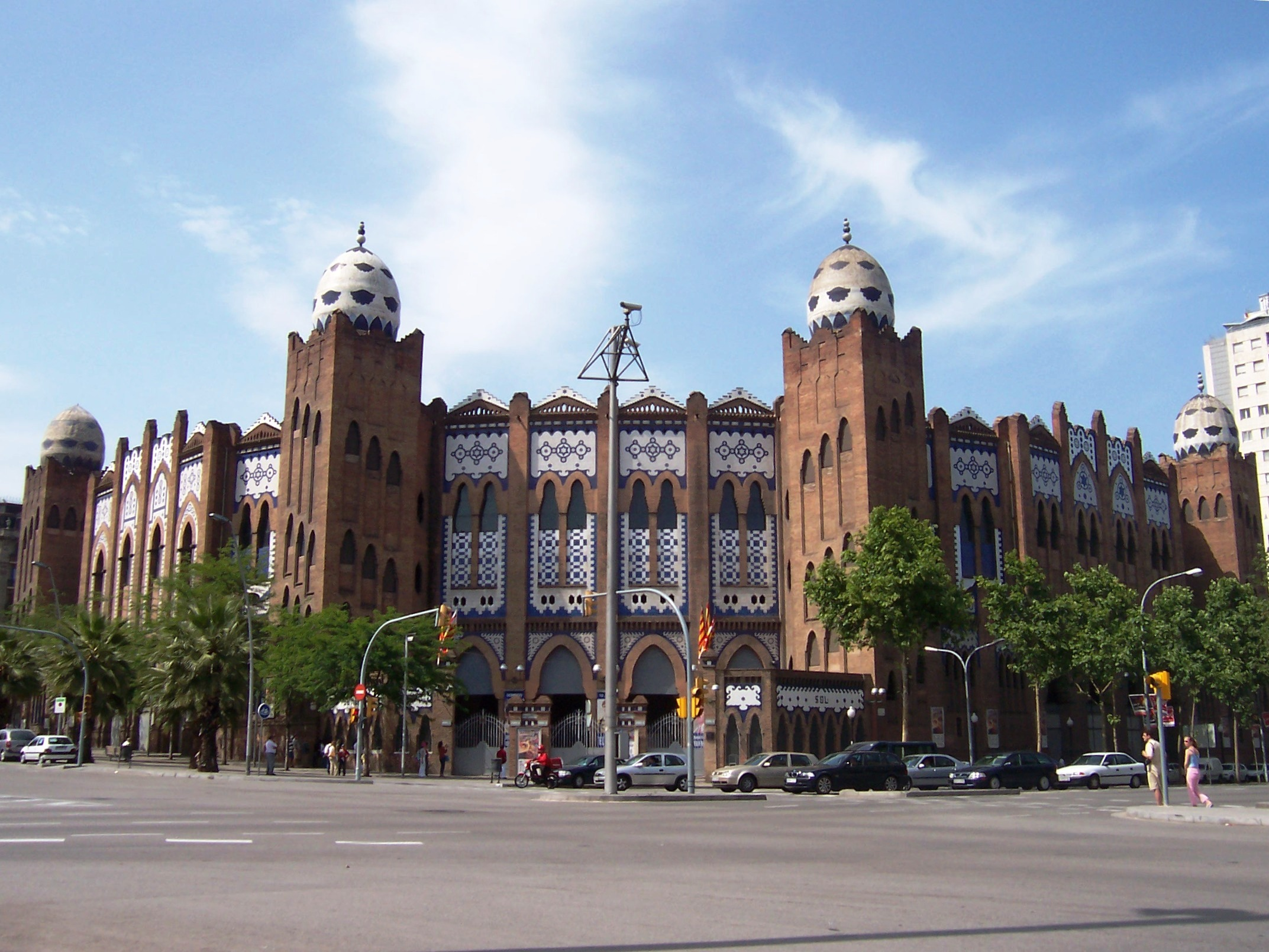
Esterno della Monumental

La Plaça de toros Monumental di Barcellona fu inaugurata nel 1914 con il nome di El Sport e ribattezzata La Monumental nel 1916. È situata tra la Gran Via e il Carrer Marina nel distretto dell'Eixample.
Con una capienza di 19 582 spettatori, è stata l'ultima plaça ancora attiva a Barcellona, dopo la chiusura della plaça del Torín e di quella di les Arenes.
All'interno della Monumental si trova il Museo Taurino di Barcellona, dove sono esposte carte di famosi toreri, teste di celebri tori, documenti storici e oggetti relazionati con la tauromachia.
Nel 2010 il parlamento catalano ha approvato una legge, entrata in vigore il 1º gennaio 2012, che vieta la corrida in tutta la Catalogna, rendendo così inutilizzabile, a tale scopo, la Monumental. Tale legge è stata dichiarata incostituzionale e quindi annullata dalla Corte Costituzionale il 20 ottobre 2016, tuttavia la Monumental da allora non ha mai ospitato corride ed è stata nel frattempo convertita in un centro concerti e music club.

### Barcellona olimpica
Barcellona ha ospitato le Olimpiadi del 1992. Molte delle installazioni sportive utilizzate si trovano sulla montagna di Montjuïc: lo Stadio Olimpico Lluís Companys, il museo Olimpico, il Palau Sant Jordi, le piscine Picornell e la piscina municipale di Montjuïc. Lontano dalla montagna si trovano le installazioni del FC Barcelona, tra le quali il Camp Nou, il Palau Blaugrana, il Mini Estadi e il Museo del FC Barcelona. Nel nord della città si trova il velodromo di Horta, le installazioni del Tennis della Teixonera e il padiglione della Vall d'Hebron. Per ultimo, il quartiere della Vila Olímpica, dove furono alloggiati gli atleti, oggi accoglie numerose spiagge, ristoranti e zone di divertimento.

## Società
La popolazione di Barcellona, al 1º gennaio 2024, ammontava a 1 686 208 persone.

### Evoluzione demografica
Se si considera l'area metropolitana la popolazione arriva a 4 992 193 abitanti (nel 2009).

### Immigrazione
| Nazionalità | Popolazione (2019) | % città |
| ----------- | ------------------ | ------- |
| Italia      | 36 276             | 2,2 %   |
| Cina        | 21 658             | 1,3 %   |
| Pakistan    | 20 643             | 1,25 %  |
| Francia     | 16 940             | 1,03 %  |
| Marocco     | 14 418             | 0,87 %  |
| Colombia    | 12 290             | 0,75 %  |
| Honduras    | 11 744             | 0,71 %  |
| Perù        | 10 558             | 0,64 %  |
| Venezuela   | 10 185             | 0,62 %  |
| Filippine   | 9 439              | 0,57 %  |

Nel 2016 circa il 59 % degli abitanti della città era nato in Catalogna e il 18,5 % dal resto della Spagna. Il rimanente 22,5 % della popolazione cittadina è nata in un altro Paese, una percentuale più che raddoppiata dal 2001 e più che quintuplicata dal 1996, quando era rispettivamente l'8,6 % e il 3,9 %.
La regione di maggior provenienza degli stranieri è l'Europa, con le comunità più importanti provenienti da Italia (26 676 nel 2016 e 36 276 nel 2019) e Francia (13 506 nel 2016 e 16 940 nel 2019). In particolar modo, la comunità italiana costituiva al 2019 ben il 2,2% della popolazione cittadina. Numerosi sono anche gli immigrati dall'America Latina, soprattutto da Bolivia, Colombia, Ecuador e Perù. Sin dagli anni '90 molti latinoamericani si sono insediati infatti soprattutto nella parte settentrionale della città.

## Cultura
Barcellona è stata per molti secoli centro di diffusione culturale. Per esempio, è stata il primo centro di produzione di vignette a fumetti della Spagna, davanti a Valencia e Madrid. Attualmente le manifestazioni culturali sono molto numerose e molte di esse si svolgono all'aria aperta grazie al clima mite tipicamente mediterraneo.

### Urbanistica
L'attuale stato della città risente delle sistemazioni attuate nella seconda metà del XIX secolo a opera dell'ingegnere Ildefons Cerdà i Sunyer, che organizzò la griglia urbana ortogonalmente, con l'eccezione di due strade diagonali. I lotti sono tutti quadrati e uguali, con gli angoli smussati per favorire la circolazione veicolare.

### Architettura

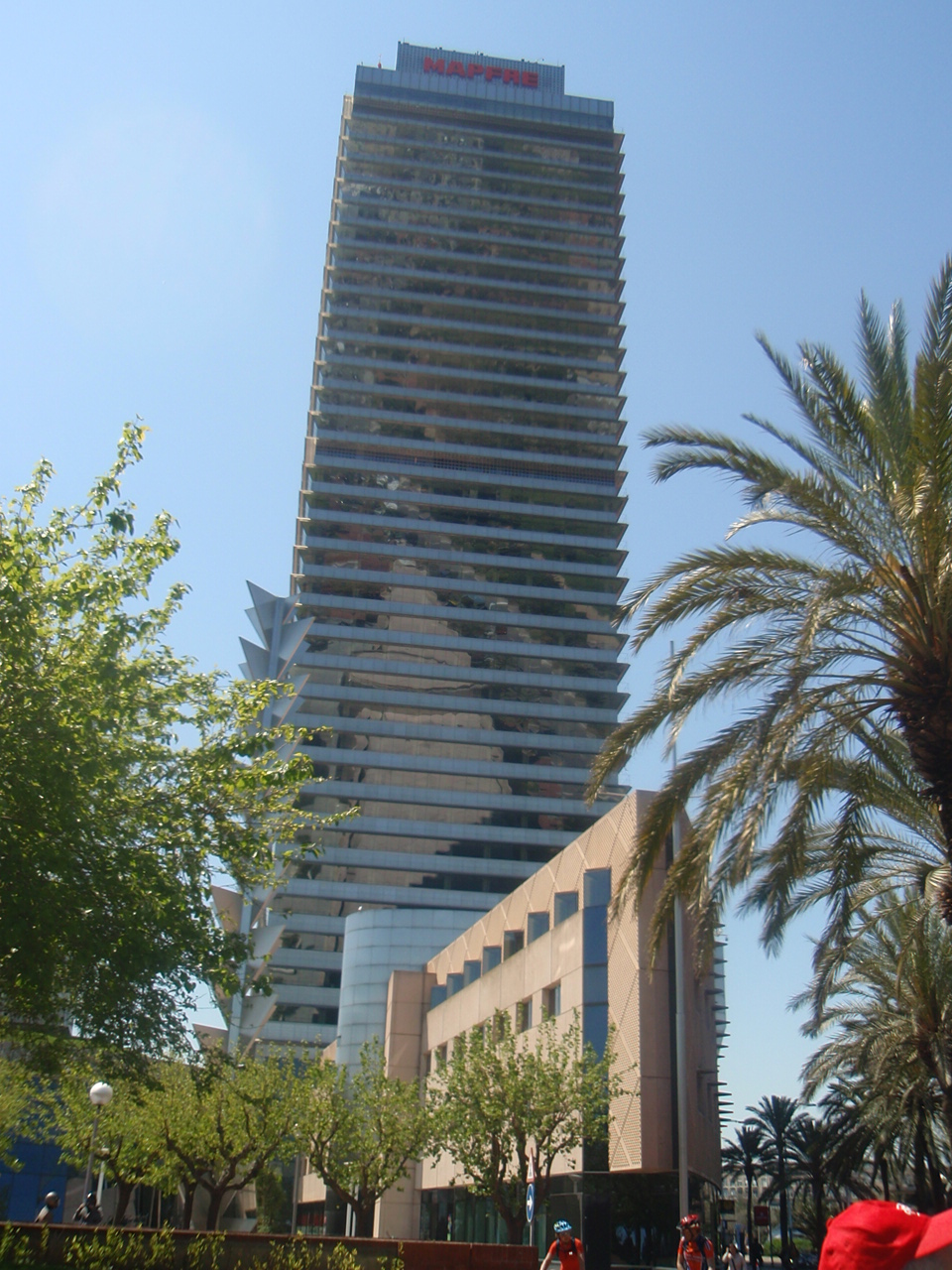
La Torre Mapfre (154 m)

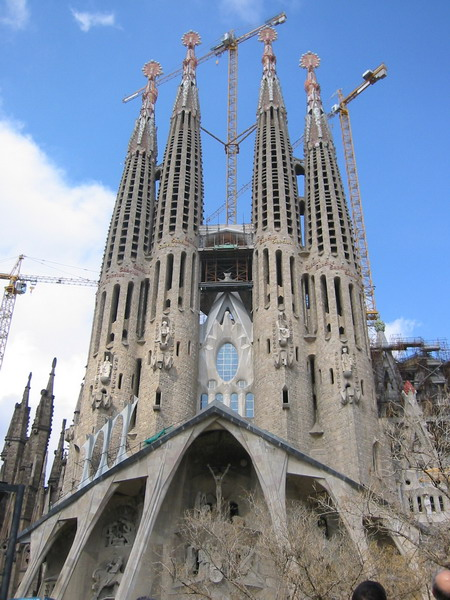
La Sagrada Família nel 2005

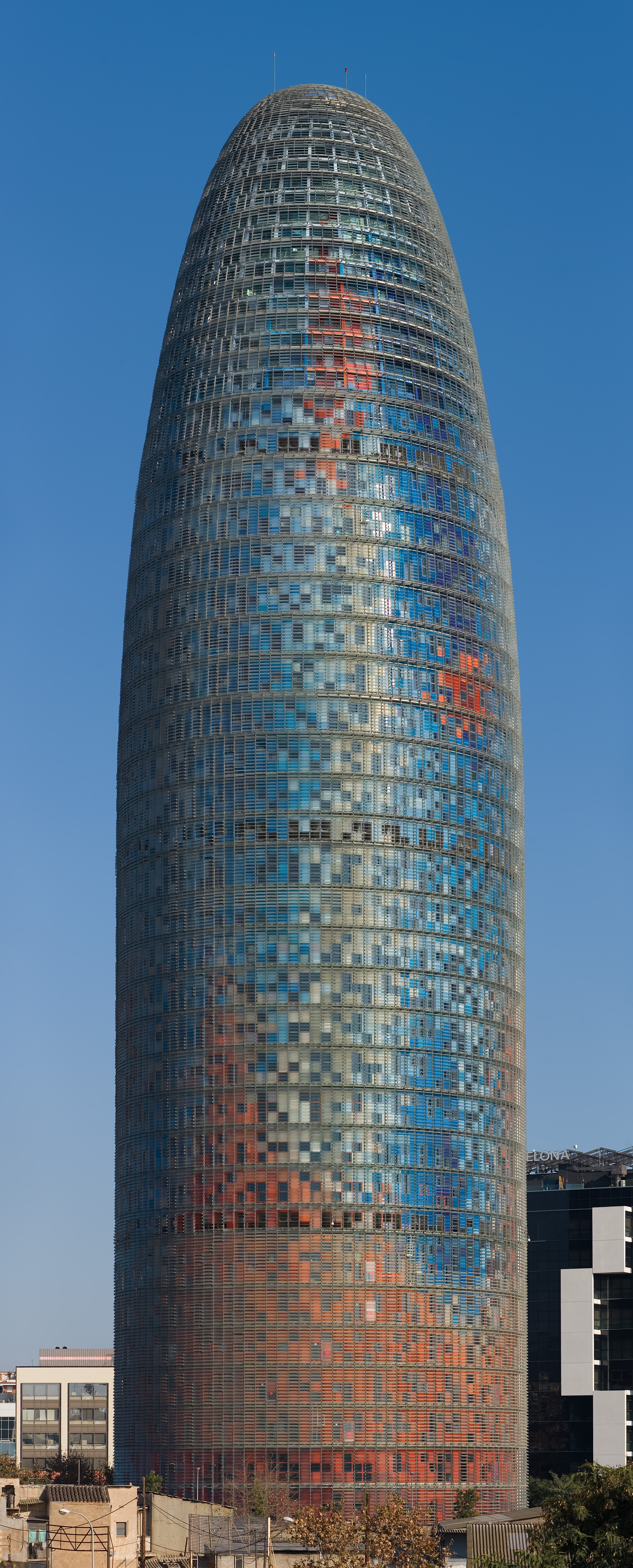
La Torre Glòries (144,5 m)

La città ha una lunga e ricca storia architettonica, cominciando dagli antichi resti dell'insediamento romano, del quale rimangono solo alcuni resti archeologici. Tra questi vi sono le colonne del tempio di Augusto, conservate nell'edificio del Centre Excursionista de Catalunya, i resti di Barcino nel sottosuolo della città (integrati dentro il Museo di Storia di Barcellona) e le antiche mura. Tra le testimonianze dell'architettura romanica, di rilievo sono la chiesa di Sant Pau del Camp o la cappella de Marcús.
Del periodo medievale si conservano numerosi edifici, specialmente le numerose opere gotiche del centro storico, concentrate nel Barri Gòtic: la Catedral de la Santa Creu i Santa Eulàlia, la Basilica di Santa Maria del Mar, caratterizzata dalla sua austerità e armonia nelle dimensioni che la rendono una delle opere più rilevanti del gotico catalano, o anche il Drassanes uno dei pochi esempi di cantiere navale gotico ancora esistente in Europa. Sempre di epoca medievale gli edifici come il Saló del Tinell, il Palau del Lloctinent o il Palau de la Generalitat. Risaltano anche i palazzi di importanti e ricche famiglie della città costruite attorno a un cortile come quello che attualmente ospita il museo Picasso.
Dopo un periodo poco rilevante architettonicamente, dovuto all'impedimento che le mura rappresentavano per lo sviluppo della città, e alla penuria economica in cui essa versava a seguito della guerra di successione, si riuscirono a realizzare alcune opere importanti grazie ai terreni ottenuti dalla Chiesa mediante la Desamortización di Mendizábal. Questi terreni permisero di edificare la Plaça Reial e la notabile costruzione in acciaio del mercato della Boqueria. Anni dopo, un nuovo movimento architettonico prese forza a Barcellona, grazie anche a un momento di grande ricchezza ed espansione della città oltre le mura: il Modernismo.
Barcellona è conosciuta come capitale del modernismo, per la grande quantità e qualità delle opere architettoniche che conserva, gioielli come l'Hospital de la Santa Creu i Sant Pau o il Palau de la Música Catalana, di Lluís Domènech y Montaner, o il Palau Macaya e la Fàbrica Casaramona di Josep Puig i Cadafalch, ma senza dubbio l'architetto modernista più conosciuto è Antoni Gaudí, la cui opera più importante è la Sagrada Família, che Gaudí ha lasciato incompiuto e che ancora oggi è in fase di completamento grazie alle donazioni dei privati e dei visitatori. L'ultimazione di questo tempio, consacrato da papa Benedetto XVI nel 2010, è prevista per il 2026. Altre opere di Gaudí sono il Parc Güell, la Casa Milà, conosciuta anche come La Pedrera, e la Casa Batlló.
La città possiede anche numerosi esempi di architettura contemporanea. Spicca sicuramente il Padiglione tedesco di Ludwig Mies van der Rohe, costruito per l'Expo 1929 o la Fundació Joan Miró dell'architetto catalano Josep Lluís Sert. Dopo la guerra civile, la città rimase sotto il controllo del regime franchista che bloccò ogni tipo di movimento popolare, movimenti che erano stati alla base delle opere più importanti di Barcellona.
Fu solo anni dopo la restaurazione della democrazia e in gran parte grazie ai Giochi Olimpici del 1992 che la città rivisse un periodo di grande trasformazione, coordinata per circa 15 anni (1981-94) dall'architetto Josep Acebillo; questa stagione diede vita a opere come il Palau Sant Jordi di Arata Isozaki, la Torre de Collserola di Norman Foster, l'Auditori di Rafael Moneo, il Teatre Nacional de Catalunya di Ricardo Bofill e la torre delle comunicazioni di Santiago Calatrava. Prima dei Giochi fu ristrutturato l'Aeroporto di Barcellona (l'odierno terminal T2) su progetto di Ricardo Bofill, il quale ha anche progettato il nuovo terminal T1 inaugurato nel 2007. Nel 1999 la città di Barcellona fu premiata dalla RIBA con la Royal Gold Medal, un premio solitamente attribuito ad architetti per le opere svolte, che per prima e unica volta fu attribuito a una città e non a un architetto.
Nel periodo "post-olimpico" la città ha continuato uno sviluppo architettonico notevole, costruendo edifici come il MACBA di Richard Meier, la Torre Glòries, di Jean Nouvel, e i progetti di una nuova stazione ferroviaria La Sagrera e la Torre del Triangle Ferroviario di Frank Gehry. Altri progetti, come l'edificio del Forum di Jacques Herzog e Pierre de Meuron sono stati sviluppati in occasione del Forum Universale delle Culture.

### Università

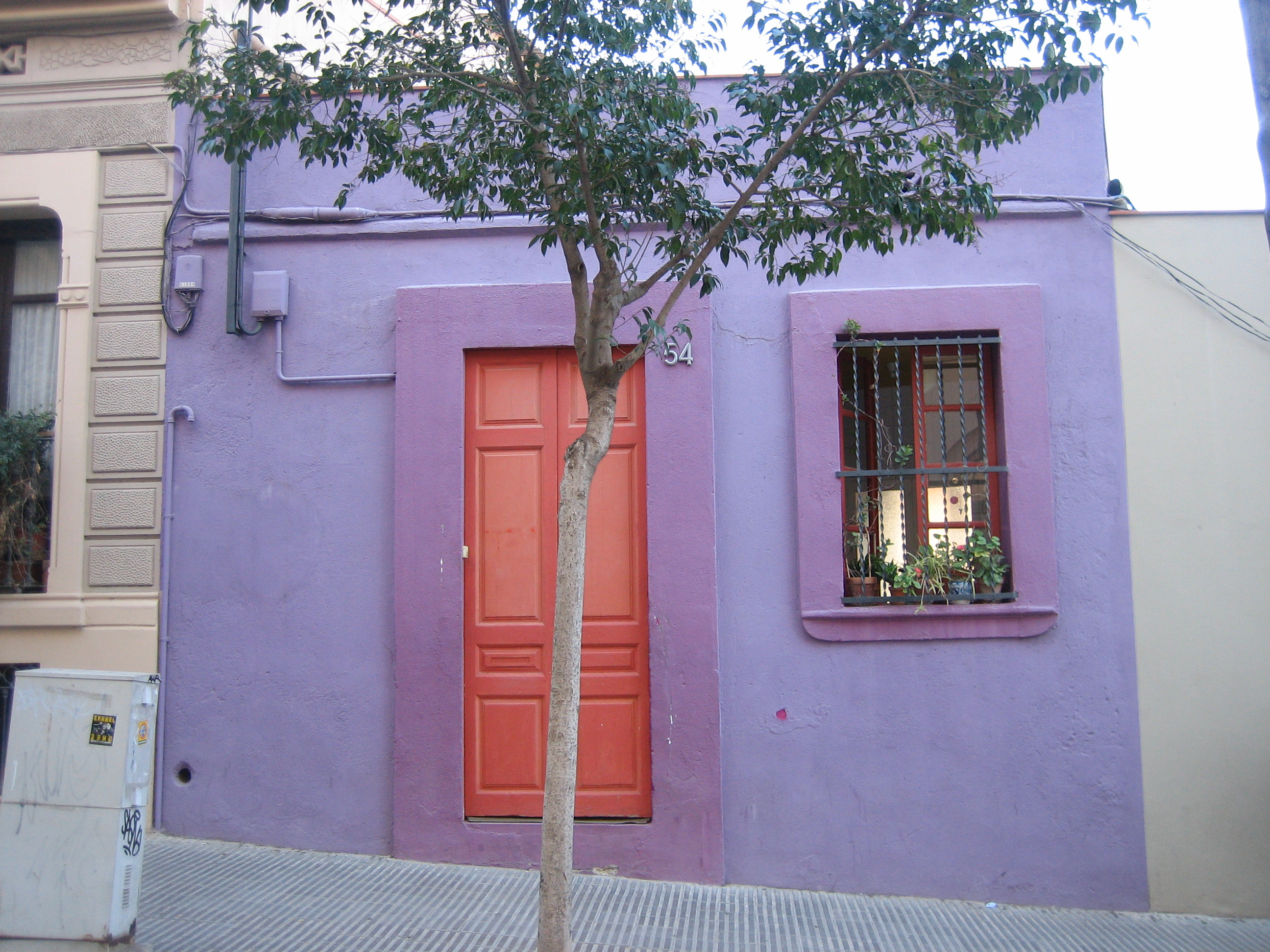
Casa tipica sulla via di accesso al Parco Güell

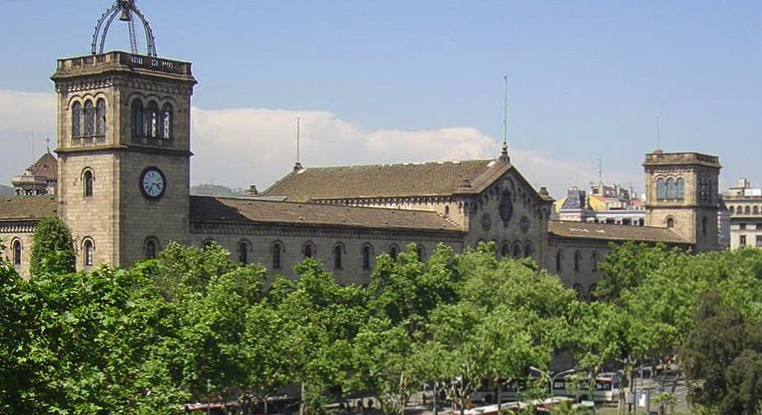
Edificio storico dell'Università di Barcellona, nella piazza omonima

Tra le prestigiose Università e Scuole superiori cittadine vi sono:
- Università di Barcellona (UB)
- Università autonoma di Barcellona (UAB)
- Università Pompeu Fabra (UPF)
- Università politecnica della Catalogna (UPC)
- Università Ramon Llull (URL)
- Universitat Internacional de Catalunya (UIC)
- Universitat Abat Oliba (UAO)
- Universitat Oberta de Catalunya (UOC)
- Institut d'Estudis Superiors de l'Empresa (IESE)
- Escola Superior d'Administració i Direcció d'Empreses (ESADE)
- Toulouse Business School (TBS)
- Escola Superior de Cinema i Audiovisuals de Catalunya (ESCAC)
- EU Business School

Tutte queste istituzioni offrono una moltitudine di indirizzi di studio oltre a master, dottorati e scuole di perfezionamento, inoltre molti di questi istituti gestiscono centri di ricerca e sviluppo.

### Biblioteche e archivi
A Barcellona hanno sede la Biblioteca de Catalunya e l'Archivio Generale della Corona di Aragona. Tra le biblioteche dedicate alla ricerca storica va ricordata la Biblioteca Pubblica Arús.

### Media
I principali quotidiani cittadini sono La Vanguardia e El Periódico de Catalunya, stampati sia in catalano sia in castigliano. I quotidiani El Punt Avui (nato dall'unione di El Punt e Avui) e Ara sono invece stampati in catalano. Vengono prodotti a Barcellona, in castigliano, anche lo Sport ed El Mundo Deportivo, i due principali quotidiani sportivi. Esistono inoltre un grande numero di pubblicazioni meno conosciute, ma che hanno una buona diffusione in città.
Altri quotidiani di diffusione nazionale come El País e El Mundo pubblicano edizioni speciali in catalano per Barcellona. Le pubblicazioni gratuite come Metro, 20 minutos, Qué! e ADN sono tutte bilingue. Le principali emittenti radiofoniche sono Catalunya Ràdio, RAC 1, RAC 105 e Cadena SER. Tra le varie emittenti televisive locali, vi sono la Barcelona Televisió (BTV), che è di proprietà della municipalità, e la 8TV del Grupo Godó, proprietario anche de La Vanguardia. La sede della Televisió de Catalunya, si trova a Sant Joan Despí, nell'area metropolitana di Barcellona.

### Teatri e cinema
L'Avinguda del Paral·lel si distingue per la grande concentrazione di teatri, tra i quali l'Apollo e El Molino, tuttavia l'offerta è minore rispetto a qualche decennio fa per la chiusura di alcune strutture storiche. I teatri più prestigiosi della città attualmente sono il Gran Teatre del Liceu, dove vengono realizzati per lo più spettacoli di lirica, il Teatre Nacional de Catalunya, con tre sale dove vengono rappresentati i grandi classici, e il Teatre Lliure, con proposte più di avanguardia. Nei distretti dell'Eixample e della Ciutat Vella si trovano molti teatri tra i quali il Condal, il Poliorama, il Romea, il Victoria ed El Mercat de les Flors, che offrono spettacoli musicali, commedie e teatro sperimentale.
In città vi sono numerose sale e multisale cinematografiche che proiettano ogni tipo di film: commerciali, in lingua originale, europei e d'autore. I film d'autore ed europei si trovano soprattutto alla Filmoteca de la Generalitat de Catalunya e cinema come il Verdi, nel distretto di Gracia.

### Musica
Gli spettacoli di musica sinfonica si tengono nel Palau de la Música Catalana, situato a lato della Vía Layetana, e anche nell'Auditorium, sede ufficiale dell'Orquesta Simfònica de Barcelona y Nacional de Catalunya (OBC). L'Opera invece ha la sua sede nel Gran Teatre del Liceu, situato nella parte bassa delle Rambles.
Nei distretti dell'Eixample, e soprattutto nella Ciutat Vella, c'è una grande quantità di locali che offrono musica jazz per un pubblico ridotto, ma esistono anche locali di più ampia capienza come il Luz de Gas, il Razzmatazz, il Jamboree di Plaça Reial o la Sala Bikini, dove ogni settimana suonano artisti pop e rock. Barcellona è il centro nevralgico della Spagna dopo Ibiza per quanto riguarda la musica elettronica, soprattutto per la musica house, dance, progressive, mákina e chill out a partire dal Café del Mar.
L'Orchestra di Chitarre di Barcellona (Orquesta de Guitarras de Barcelona) è un'orchestra di 25 componenti di chitarristi classici con sede a Barcellona. Il repertorio dell'orchestra spazia dal barocco alle composizioni contemporanee, con una forte concentrazione sulla musica spagnola. Nei quasi trent'anni dalla sua fondazione, l'orchestra ha effettuato numerose tournée in tutto il mondo. È considerata un esempio dei gruppi del suo tipo.
Il vecchio Palazzo dello Sport è stato riconvertito nel Barcelona Teatre Musical, dove solitamente sono programmati spettacoli di grandi artisti o musical. Nei mesi estivi vengono sempre tenuti grandi concerti di artisti internazionali come i Green Day, Bruce Springsteen, i Rolling Stones, gli U2, ecc. I concerti più affollati si tengono nel Palau Sant Jordi, che ha una capienza di 18 000 spettatori, al Camp Nou, con una capienza di 100 000 spettatori o nello stadio olimpico che può contenere fino a 60 000 spettatori.
Barcellona è lo scenario di importanti festival del mondo della musica tra i quali spiccano il Festival Primavera Sound di pop-rock, che si svolge in tre giorni nel mese di maggio, il Sónar festival, che a luglio riunisce le migliori proposte mondiali della musica elettronica e il più eclettico Festival Grec, che durante tutto il mese di luglio offre varie proposte musicali in diversi scenari della città. A fine settembre la Merced, una delle più importanti feste della città, offre tre giorni di concerti gratuiti all'aria aperta nelle piazze del centro storico.

## Geografia antropica

### Suddivisioni amministrative
La città è dal 1984 divisa in dieci distretti, e ogni distretto al suo interno è diviso a sua volta in numerosi quartieri e zone statistiche.
| Cartina dei distretti | Distretti di Barcellona |
| --------------------- | ----------------------- |
|                       | Ciutat Vella            |
| Eixample              |                         |
| Sants-Montjuïc        |                         |
| Les Corts             |                         |
| Sarrià-Sant Gervasi   |                         |
| Gràcia                |                         |
| Horta-Guinardó        |                         |
| Nou Barris            |                         |
| Sant Andreu           |                         |
| Sant Martí            |                         |

## Economia

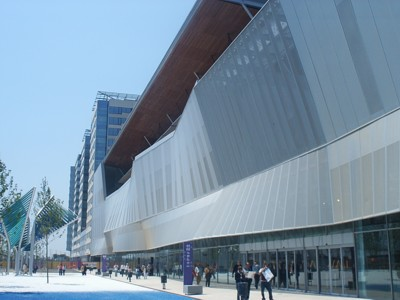
Centro Congressi del Fórum

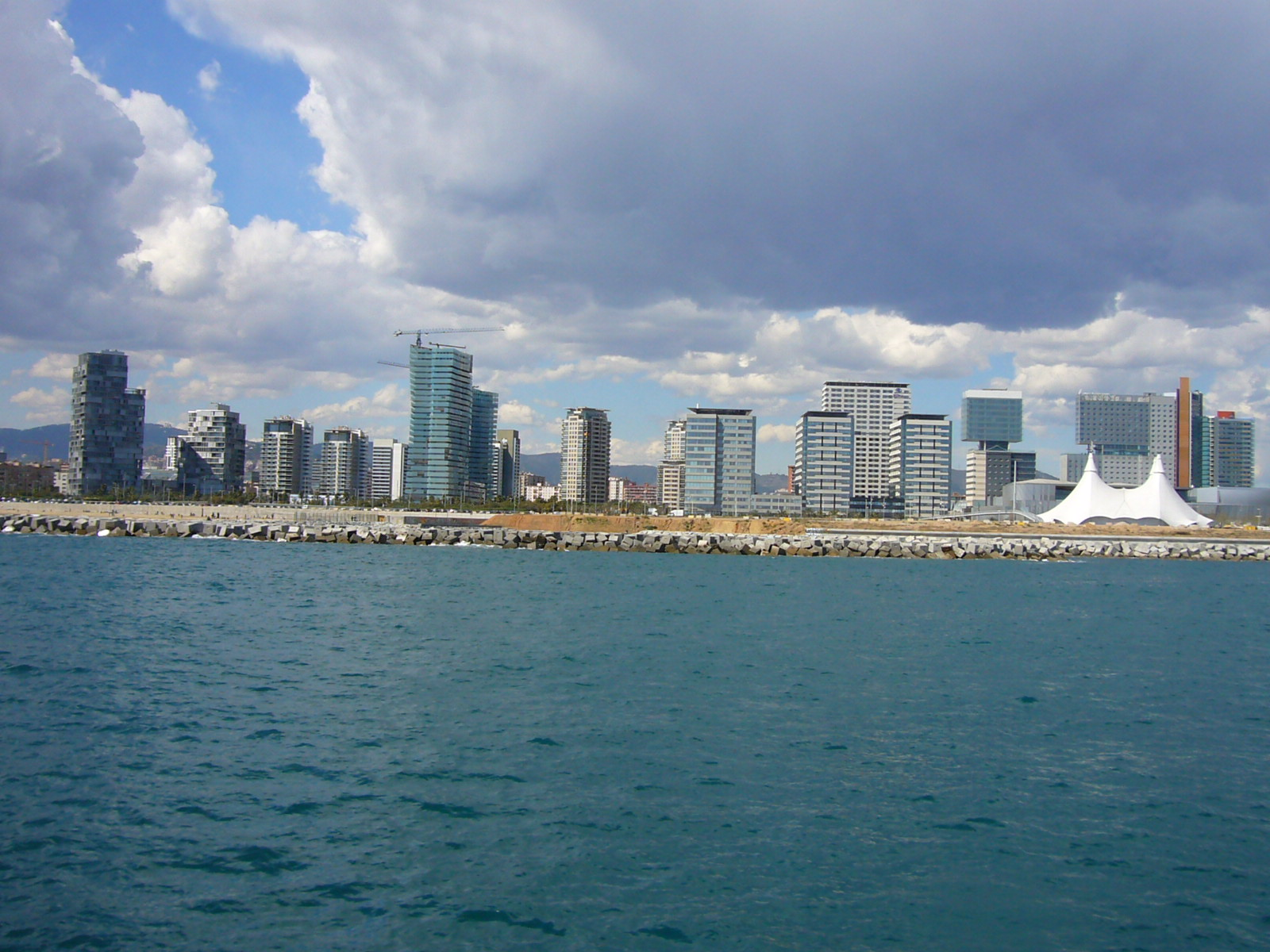
Diagonal Mar, uno dei quartieri più moderni e nuovi della città.

### Dalla rivoluzione industriale a oggi
Storicamente l'economia barcellonese si è basata sul commercio attraverso il suo porto, il settore industriale cominciò a prendere peso durante il XIX secolo a partire dalla rivoluzione industriale, specialmente il settore tessile, in un primo periodo, per svilupparsi successivamente nell'industria editoriale, chimica, farmaceutica, automobilistica, logistica ed elettronica, fino a trasformare la provincia di Barcellona nella principale zona industriale della Spagna. L'economia della città si specializzò così nel commercio, nella ristorazione e soprattutto nel turismo, che negli ultimi anni è cresciuto a tal punto da diventare una delle principali fonti economiche.

### Infrastrutture con impatto economico

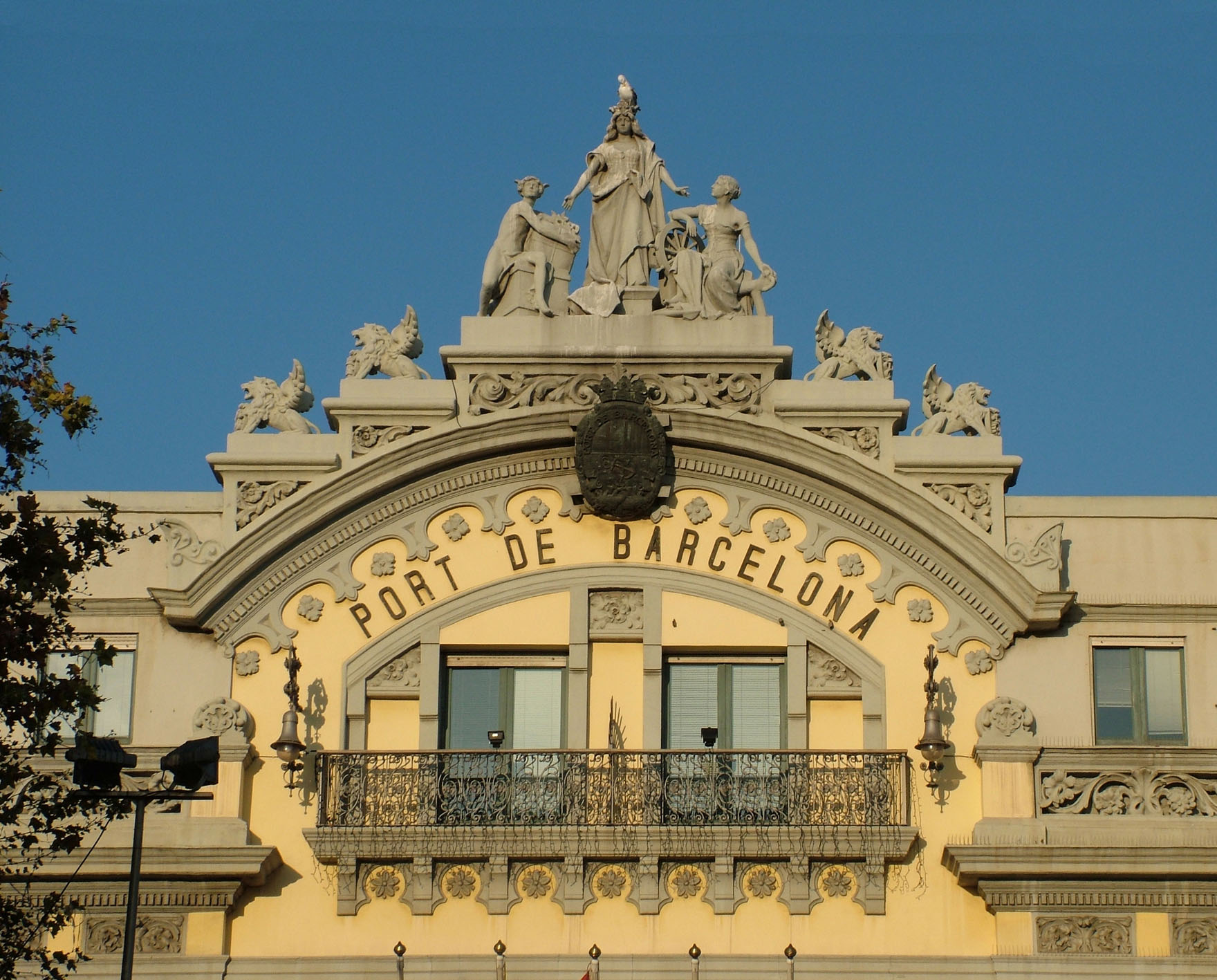
Dettaglio della facciata del palazzo storico del porto

Ancora oggi il porto di Barcellona è uno dei motori economici della città, si è trasformato negli ultimi anni in uno dei più grandi porti del Mediterraneo per tonnellaggio di mercanzie e numero di container, permettendo di esportare la produzione industriale e importare i materiali primi o semilavorati. È anche il primo porto del Mediterraneo e il quinto nel mondo per numero di navi da crociera, dalle sue banchine passano fino a due milioni di passeggeri all'anno.
All'aeroporto del Prat, che nel 2008 ha visto un numero di passeggeri superiore ai 30 milioni, situandosi al secondo posto in Spagna per traffico aereo, è appena stato inaugurato il nuovo terminal che permetterà di raggiungere i 40 milioni di passeggeri. Questa infrastruttura ha permesso lo sviluppo di una potente industria turistica che genera grandi benefici per la città anche se recentemente si è discusso del bisogno di orientare la politica dell'aeroporto verso i voli intercontinentali e non verso i "low cost", attraendo così allo stesso tempo un pubblico con un profilo economico più elevato e grandi società multinazionali.
Nei primi mesi del 2008 è stata inaugurata anche la linea ferroviaria ad alta velocità tra Madrid e Barcellona.
La linea dell'alta velocità sarà prolungata fino alla frontiera francese, dove potrà connettersi con l'attuale rete ferroviaria francese. Questa linea è costruita per permettere un uso misto, sia per treni passeggeri sia per treni merci, permettendo così una connessione ferroviaria rapida ai passeggeri e un traffico mercantile con il resto d'Europa delle merci giunte nel porto.
La Fiera di Barcellona organizza numerose esposizioni, saloni, congressi e fiere per professionisti. Alcune di queste sono tra le più importanti in Spagna e in Europa, con più di 3,5 milioni di visitatori annuali, che generano un grande giro d'affari per il settore alberghiero e ristoratore.

## Infrastrutture e trasporti

### Trasporti extraurbani

#### Aeroporti
Una delle principali porte di accesso a Barcellona è l'Aeroporto El Prat, situato a 10 km a sud-ovest dalla città. È il secondo aeroporto della Spagna, con un traffico di 52 686 315 passeggeri nel 2019. Nella struttura operano le principali compagnie aeree del mondo, con voli diretti a tutte le maggiori città d'Europa e a molte degli altri continenti. Un intero padiglione dell'aeroporto è destinato al cosiddetto "Ponte Aereo", che unisce Barcellona e Madrid con voli ogni 20 minuti nelle ore di punta. Il 16 giugno 2009 è stato inaugurato il nuovo terminal 1 dell'aeroporto, che permette l'atterraggio degli A380. Altri aeroporti utilizzati per raggiungere Barcellona, specialmente dalle compagnie low cost, sono quelli di Girona e di Reus, a poco più di un'ora dalla città. In città ha sede la compagnia aerea Volotea.

#### Porti

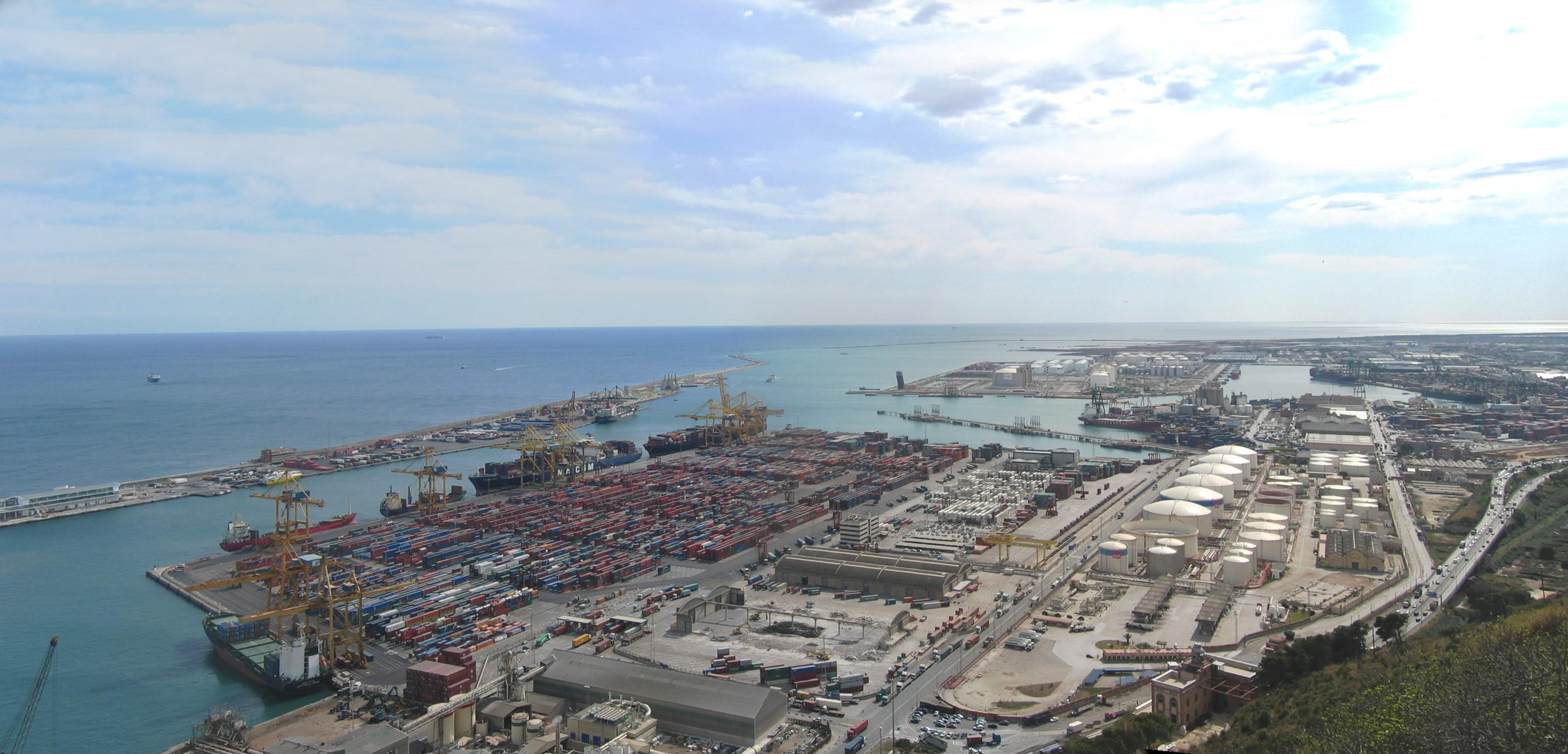
Il Porto di Barcellona visto da Montjuïc

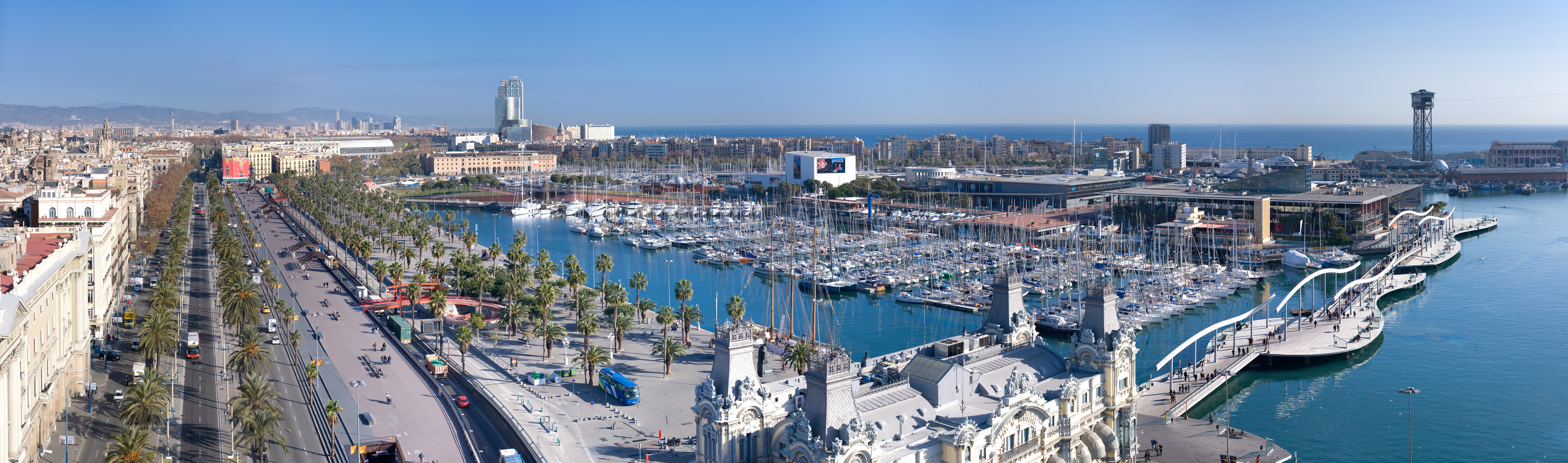
Port Vell

Un importante accesso alla città, specialmente per le merci, è il Porto di Barcellona, uno dei più importanti del Mediterraneo, sia per il trasporto merci sia per quello passeggeri. Si trova nelle vicinanze del centro cittadino ed è stato modificato per consentire l'accesso alle navi da crociera. La città conta tre porti minori, il Port Vell, il Port Olímpic e il Port de Sant Adrià, che ospitano imbarcazioni private di media e piccola taglia.

#### Strade
Barcellona dispone di una fitta rete di autostrade, le principali sono la AP-7, che comincia ad Almería, passa da Valencia, Barcellona e continua per Perpignano, la A-2 che comincia a Madrid, passa da Saragozza, Barcellona e continua fino alla Francia e infine la AP-2, che scorre parallela alla A-2 tra Saragozza e Barcellona. Sia la AP2 sia la AP7 sono gestite da imprese concessionarie.

#### Ferrovie
La rete ferroviaria ha il suo centro nella stazione di Sants, da dove partono i treni a lunga percorrenza che uniscono la città con tutto il continente. L'attuale rete spagnola ha i binari a scartamento largo, incompatibili con lo scartamento ferroviario standard utilizzato in Europa, per questo motivo la nuova rete ferroviaria ad alta velocità utilizzerà lo standard europeo. Attualmente è terminata la prima fase delle opere di ristrutturazione della stazione di Sants con il rinnovamento dei binari per consentire l'arrivo dei treni AVE, la città è capolinea della linea Madrid-Zaragoza, che in futuro verrà prolungata fino a Parigi, passando da Girona, Figueres e Perpignano.
Lista delle principali stazioni ferroviarie di Barcellona
| Nome stazione            | Linea di Rodalies/Cercanías | Binari | Struttura           | Amministratore  |
| ------------------------ | --------------------------- | ------ | ------------------- | --------------- |
| Arc de Triomf            |                             | 2      | Sotterranea         | Renfe Operadora |
| El Clot-Aragó            |                             | 4      | Sotterranea         | Renfe Operadora |
| Stazione di Francia      |                             | 14     | Esterna coperta     | ADIF            |
| Glòries (Progetto)       |                             | 2 a 6  | Sotterranea         | ADIF            |
| Passeig de Gràcia        |                             | 2      | Sotterranea         | ADIF            |
| Plaça de Catalunya       |                             | 2      | Sotterranea         | Renfe Operadora |
| Sagrera (in costruzione) |                             | 18     | Sotterranea         | ADIF            |
| Sant Andreu Arenal       |                             | 4      | Sotterranea         | Renfe Operadora |
| Sant Andreu Comtal       |                             | 7      | Scoperta            | Renfe Operadora |
| Sants                    |                             | 14     | Sotterranea         | ADIF            |
| Torre de Baró            |                             | 2      | Esterna semicoperta | ADIF            |

### Trasporti urbani

#### Rodalies
Per muoversi tra le città dell'area metropolitana di Barcellona esistono due reti di trasporto ferroviario. Una è il servizio di Rodalies de Catalunya della Renfe, con una rete di sette linee e circa 123 milioni di passeggeri l'anno; negli ultimi anni questo servizio è peggiorato notevolmente per il sovraffollamento, per i mancati investimenti e per la cattiva pianificazione delle opere legate all'arrivo dell'AVE in città. L'altra rete principale ferroviaria cittadina è fornita dalla Ferrocarrils de la Generalitat de Catalunya, un servizio di treni suburbani operato e costruito dal governo della Generalitat de Catalunya. Per risolvere i problemi delle linee di cercanias, a partire dal 2010 il governo autonomo catalano ha preso in gestione tutte le linee di Cercanías della Catalogna. La rete ha cambiato allora al nome catalano Rodalies.

#### Trasporto pubblico in città

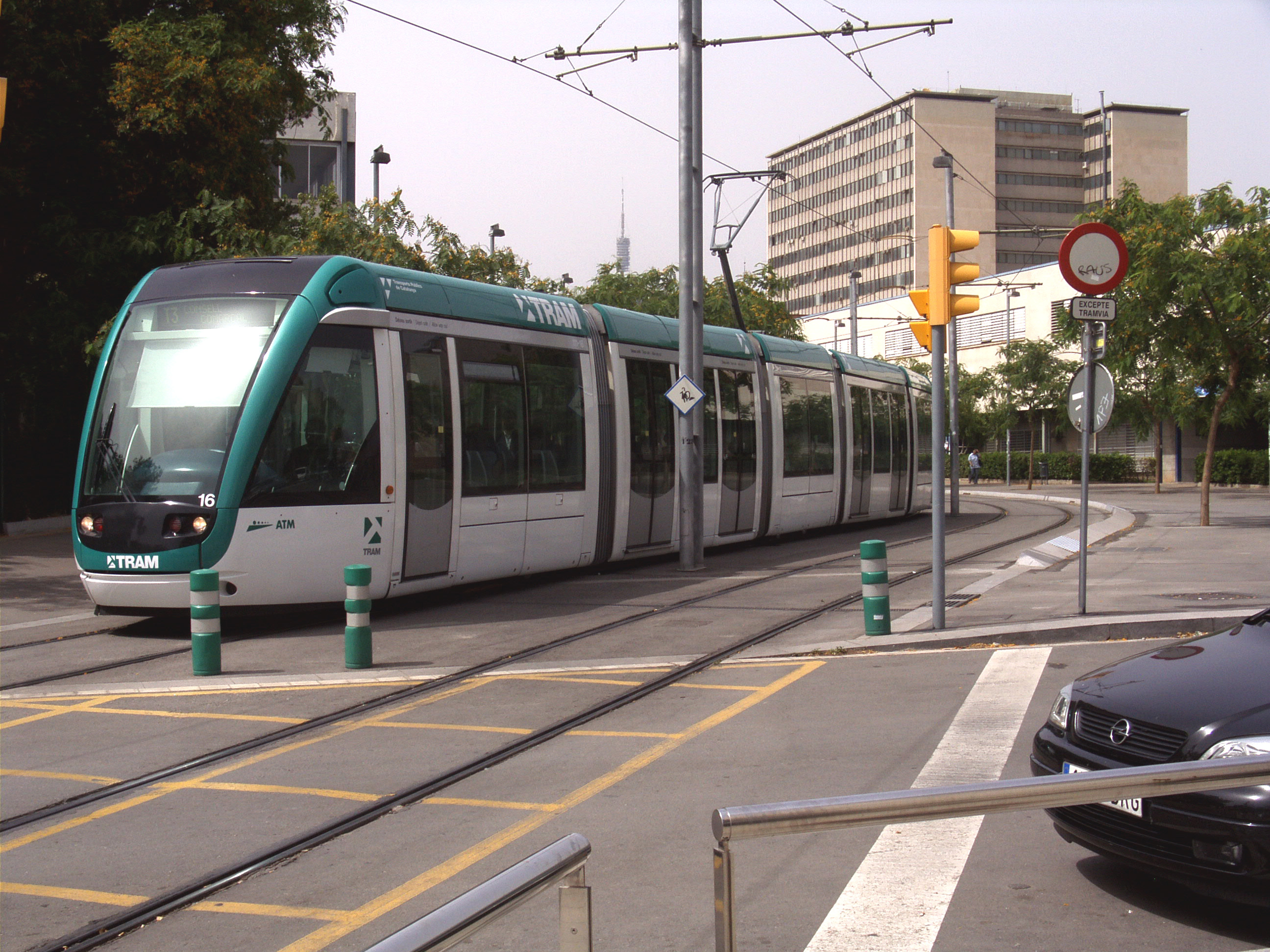
TramBaix

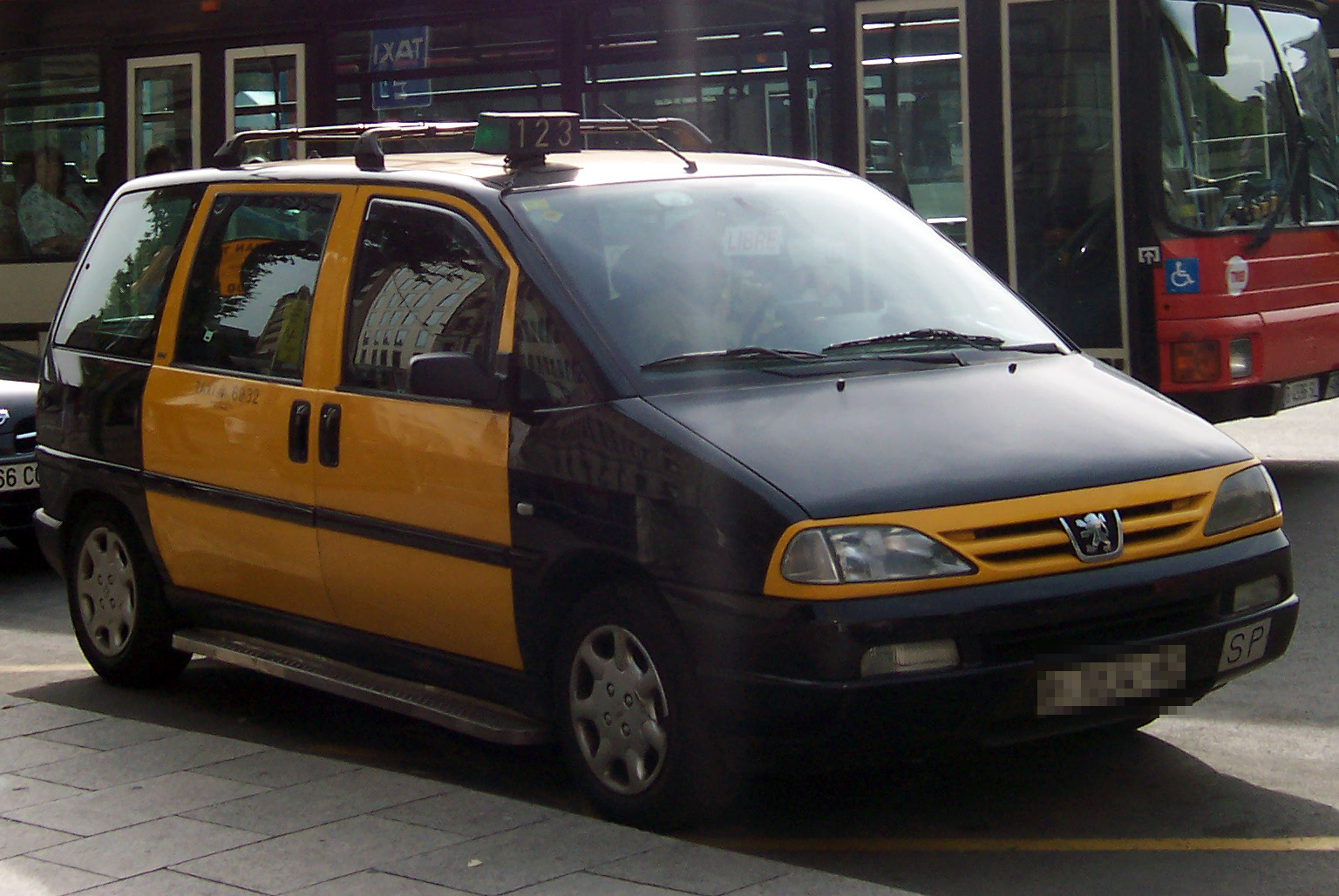
Taxi di Barcellona

Mappa della rete del Metro di Barcellona

Barcellona è dotata di una estesa rete di linee metropolitane, la metropolitana di Barcellona, che raggiungono gran parte del territorio cittadino, oltre ad alcuni dei comuni limitrofi. Tale rete è composta di 12 linee, di cui 8 gestite dalla TMB e 4 gestite dalla FGC, per un totale di 203 stazioni e quasi 157,8 chilometri di estensione. Attualmente sono in corso di realizzazione la linea L9, suddivisa in due tronconi indipendenti e operativi (la linea L9 sud, che si estende fino all'aeroporto di El Prat, e la linea L9 nord, tra La Sagrera e Can Zam) e la linea L10, anch'essa suddivisa in due tronconi operativi indipendenti (la linea 10 sud, che si estende fino al quartiere della Marina, e la linea 10 nord tra La Sagrera e Gorg). Una volta uniti i due rami, comuni a entrambe le linee, la linea 9 sarà la linea automatica più lunga d'Europa e attraverserà il territorio di cinque comuni: Santa Coloma de Gramenet, Badalona, Barcellona, Hospitalet de Llobregat ed El Prat de Llobregat.
| Linea             | Capolinea                           | Operatore         | Estensione percorso (km) | Estensione percorso (km) | Stazioni | Stazioni  | Inaugurazione |
| Linea             | Capolinea                           | Operatore         | Attuale                  | Approvata                | Attuali  | Approvate | Inaugurazione |
| ----------------- | ----------------------------------- | ----------------- | ------------------------ | ------------------------ | -------- | --------- | ------------- |
|                   | Hospital de Bellvitge - Fondo       | TMB               | 20,700 km                | 29,758 km                | 30       | 38        | 1929          |
|                   | Paral·lel - Badalona Pompeu Fabra   | TMB               | 13,700 km                | 18,466 km                | 18       | 34        | 1959          |
|                   | Zona Universitària - Trinitat Nova  | TMB               | 18,400 km                | 20,024 km                | 26       | 36        | 1924          |
|                   | Trinitat Nova - La Pau              | TMB               | 17,300 km                | 18,916 km                | 22       | 26        | 1926          |
|                   | Cornellà - Vall d'Hebron            | TMB               | 19,168 km                | 19,168 km                | 27       | 27        | 1959          |
|                   | Plaça Catalunya - Reina Elisenda    | FGC               | 4,884 km                 | 4,884 km                 | 8        | -         | 1863          |
|                   | Plaça Catalunya - Avinguda Tibidabo | FGC               | 4,634 km                 | 4,634 km                 | 7        | 7         | 1954          |
|                   | Espanya - Molí Nou                  | FGC               | 11,266 km                | 11,266 km                | 11       | 11        | 1883          |
|                   | La Sagrera - Can Zam                | TMB               | 7,867 km                 | 42,176 km                | 9        | 40        | 2009          |
|                   | Aeroport T1 - Zona Universitària    | TMB               | 19,600 km                | 42,176 km                | 15       | 40        | 2016          |
|                   | La Sagrera - Gorg                   | TMB               | 5,570 km                 | 38,638 km                | 6        | 34        | 2014          |
|                   | Foc - Collblanc                     | TMB               | 12,000 km                | 38,638 km                | 11       | 34        | 2018          |
|                   | Trinitat Nova - Can Cuiàs           | TMB               | 2,109 km                 | 2,109 km                 | 5        | -         | 2003          |
|                   | Reina Elisenda - Sarrià             | FGC               | 0,600 km                 | 3,414 km                 | 2        | 5         | 2016          |
| TOTALE (12 linee) | TOTALE (12 linee)                   | TOTALE (12 linee) | 157,798 km               | 299,826 km               | 203      | 265       |               |

Nel 2004 l'amministrazione locale, quella metropolitana e quella autonoma hanno reintrodotto il servizio tramviario pubblico, specialmente per collegare le città periferiche dell'area metropolitana. Sono state create le reti Trambaix e Trambesòs, che attualmente sono in fase di espansione. A Barcellona era già attiva sin dal 1901 la piccola linea chiamata Tramvia Blau, che sale lungo la Avinguda Tibidabo.
| Linea                    | Capolinea                                    | Operatore                | Km        | Stazioni | Inaugurazione |
| ------------------------ | -------------------------------------------- | ------------------------ | --------- | -------- | ------------- |
|                          | Francesc Macià-Bon Viatge                    | Trambaix                 | 9,989 km  | 21       | 2004          |
|                          | Francesc Macià-St Martí de l'Erm (apeadero)  | Trambaix                 | 11,674 km | 24       | 2004          |
|                          | Francesc Macià-Sant Feliu/Consell Comarcal   | Trambaix                 | 10,426 km | 19       | 2004          |
|                          | Estació de St Adrià-Ciutadella Vila Olimpica | Trambesòs                | 6,829 km  | 14       | 2004          |
|                          | Glòries-Gorg                                 | Trambesòs                | 7,228 km  | 13       | 2006          |
|                          | Estació St Adrià-Gorg                        | Trambesòs                | 4,674 km  | 8        | 2008          |
|                          | Tramvia Blau                                 | TMB                      | 1,276 km  | 1        | 1901          |
| TOTALE (7 linee di tram) | TOTALE (7 linee di tram)                     | TOTALE (7 linee di tram) | 52,096 km | 100      | -             |
|                          | Funicolare di Montjuïc                       | TMB                      | 0,758 km  | 2        | 1928          |
|                          | Funicolare del Tibidabo                      | TMB                      | 1,152 km  | 2        | 1901          |
| TOTALE (2 funicolari)    | TOTALE (2 funicolari)                        | TOTALE (2 funicolari)    | 1,910 km  | 4        | -             |
| TOTALE tram + funicolare | TOTALE tram + funicolare                     | TOTALE tram + funicolare | 54 km     | 104      | -             |

Gli autobus urbani sono un mezzo di trasporto efficiente, sono 1.070 e percorrono 103 linee.
Il servizio diurno è completato da 21 linee di autobus notturni urbani chiamati "Nitbus" (con una frequenza di 15-20 minuti dalle 22:00 alle 6:00), che supplisce alla sospensione notturna della maggior parte dei servizi di trasporto pubblici. Tutte le linee, tranne la N19, partono o passano per il comune di Barcellona e tutte le linee, tranne la N0 e la N19 partono o passano da Pl. Catalunya.
| Linea | Origine                              | Destinazione                                   | Operato da |
| ----- | ------------------------------------ | ---------------------------------------------- | ---------- |
| N0    | Plaça Portal de la Pau (por Entença) | Plaça Portal de la Pau (por Glòries)           | Tusgsal    |
| N1    | Zona Franca (Mercabarna)             | Roquetes (Aiguiablava)                         | Tusgsal    |
| N2    | L'Hospitalet de Ll. (Av. Carrilet)   | Badalona (Via. Augusta)                        | Tusgsal    |
| N3    | Collblanc (Cí Torre Melina)          | Montcada i Reixac (Pl. Espanya)                | Tusgsal    |
| N4    | Carmel (Gran Vista)                  | Via Favència (Metro Canyelles)                 | Tusgsal    |
| N5    | Carmel (Gran Vista)                  | Pl. Catalunya (El Corte Inglés)                | Tusgsal    |
| N6    | Sta. Coloma de G. (Oliveres)         | Roquetes (Mina de la Ciutat)                   | Tusgsal    |
| N7    | Pl. Llevatnt (Forum)                 | Pl. Pedrables                                  | Tusgsal    |
| N8    | Can Caralleu                         | Sta. Coloma de G. (Can Franquesa)              | Tusgsal    |
| N9    | Pl. Portal de la Pau                 | Tiana (E. Llaurador)                           | Tusgsal    |
| N11   | Pl. Catalunya                        | Badalona (Hospital de Can Rutí)                | Tusgsal    |
| N12   | Pl. Portal de la Pau                 | St Feliu de Ll. (La Salut)                     | Mohn       |
| N13   | Pl. Catalunya (FNAC)                 | St Boi de Ll. (Ciutat Cooperativa)             | Mohn       |
| N14   | Pl. Catalunya (Rda. Universitat)     | Castelldefels (Centre Vila)                    | Mohn       |
| N15   | Pg Marítim                           | St. Joan Despí (Torreblanca)                   | Mohn       |
| N16   | Pl. Catalunya (Rda. Universitat)     | Castelldefels (Bellamar, Av. Eucaliptus)       | Mohn       |
| N17   | Pl. Catalunya (Rda. Universitat)     | El Prat de Ll. (Aeroport Terminal C)           | Mohn       |
| N18   | Pl. Catalunya (Pelai)                | El Prat de Ll. (Aeroport T1-T2)                | Mohn       |
| N19   | Castelldefels (Pg. Pitort)           | El Prat L. (Estació Rodalies)                  | Mohn       |
| N20   | Rda. Sant Pere                       | Sant Boi de L. (Hospital / Ciutat Cooperativa) | Mohn       |
| N28   | Diagonal - Pl Llevant                | Metro Ernest Lluch                             | Tusgsal    |

Tutti i suddetti mezzi di trasporto sono integrati, con uguali tariffe e con la possibilità di usufruire per un tempo limitato dell'intera rete pagando un unico biglietto.
Inoltre vi sono 21 linee di autobus notturni che collegano Barcellona con città della Catalogna più distanti, ma soltanto le linee N30-N50-N51-N61-N80 e N82 hanno almeno una partenza ogni 60 minuti tutti i giorni della settimana.
Il bus turistico è un servizio di trasporto pubblico cittadino che ha una flotta di autobus a due piani scoperti. Le diverse linee hanno come stazioni i principali punti di interesse turistico della città e a bordo vi è un'audioguida. Questo servizio non è integrato nel sistema di trasporto urbano e funziona con biglietti validi per un giorno.
Il taxi è uno dei mezzi di trasporti più comodi della città, con tariffe al di sotto della maggior parte delle altre città europee. Molto comodi per il trasporto dall'aeroporto alla città e viceversa, soprattutto per gruppi e famiglie numerose (6-8 persone) o per spostamenti molto presto al mattino per il rientro all'aeroporto. Esiste la possibilità di prenotare in anticipo, potendo scegliere il tipo di taxi (numero di persone, seggiolini per bambini o necessità speciali per persone disabili).
I colori dei taxi di Barcellona, neri con le porte gialle, sono caratteristici e inconfondibili.
È frequente in città spostarsi in bicicletta, di cui si può usufruire anche nella stagione invernale in virtù della conformazione del terreno e del clima mite. La municipalità ha predisposto un efficiente servizio di bike sharing diffuso in tutta la città con il nome di Bicing.
L'alta densità demografica di Barcellona, come in qualsiasi altra metropoli europea, rende il traffico cittadino particolarmente intasato, malgrado l'ottima organizzazione urbanistica che favorisce un buon scorrimento della circolazione. Dal maggio 2005, il comune ha inaugurato le aree verdi di parcheggio e ha ampliato quelle azzurre a pagamento nei distretti più centrali. Molti cittadini usano le motociclette; Barcellona è la città europea con la più alta densità di moto in rapporto al numero di abitanti.
La municipalità ha installato circa cinquanta prese elettriche per ricaricare le batterie dei veicoli elettrici.

## Amministrazione
A Barcellona sono presenti quattro diversi livelli di amministrazione politica con diverse responsabilità e competenze:
- L'Amministrazione Generale dello Stato si occupa di questioni come la sicurezza esterna (Corpo Nazionale di Polizia ed Esercito), la Giustizia, la gestione dei porti, degli aeroporti di interesse nazionale, dei treni a lungo percorso e delle coste. Queste competenze sono coordinate dal Delegato del Governo in Catalogna e il subdelegato del governo di Barcellona, che sono designati dal Governo spagnolo, e hanno sede nella delegazione del Governo[42]. Attualmente il Corpo Nazionale di Polizia ha solo alcune competenze come l'emissione delle carte d'identità o la lotta contro il terrorismo, visto che il resto delle competenze sono state trasferite ai Mossos d'Esquadra, polizia autonoma della Generalitat.

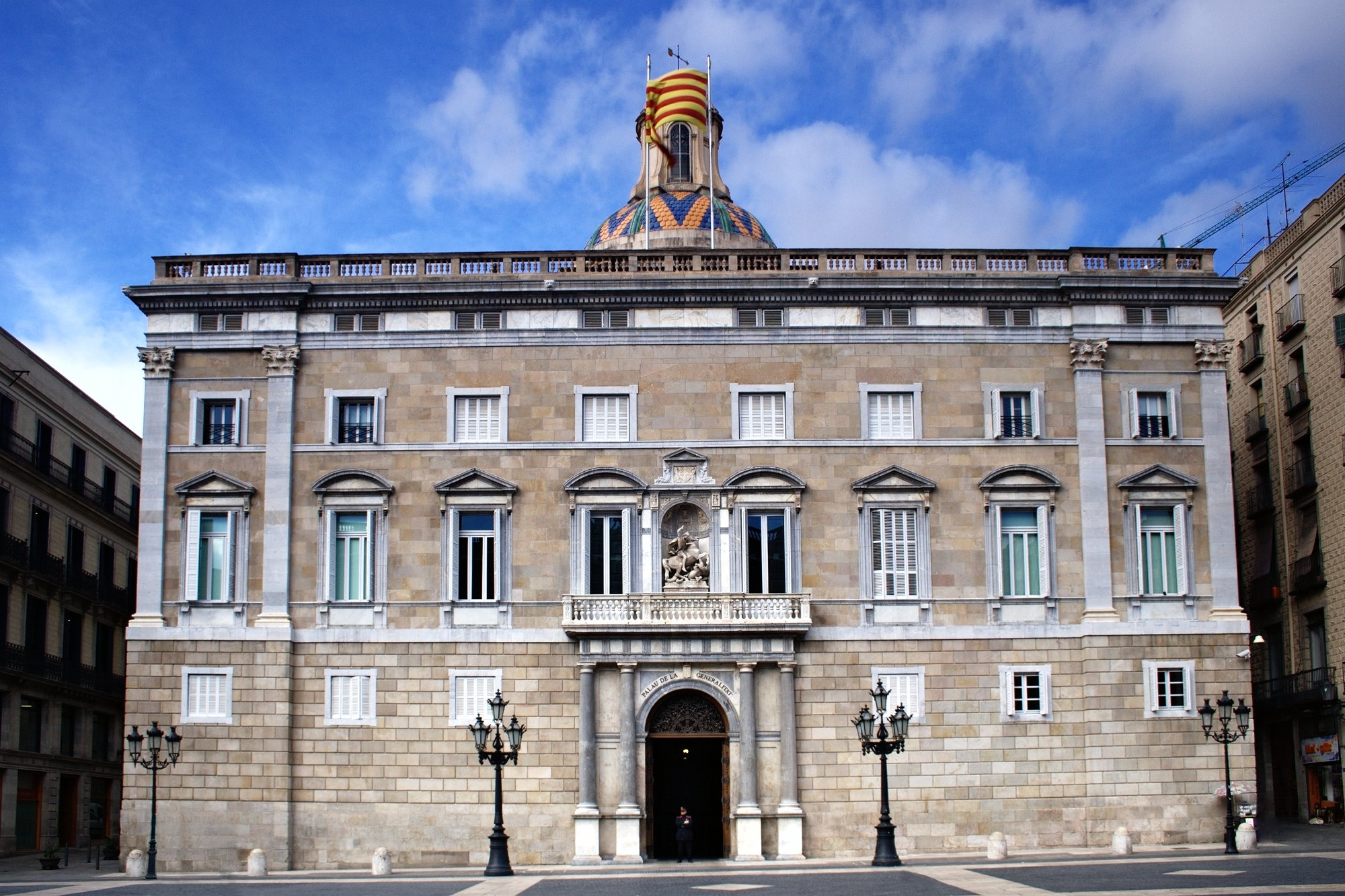
Palau de la Generalitat de Catalunya.

- La Generalitat (governo Autonomo della Catalogna) e la sede dei suoi organi sono a Barcellona: il Parlamento della Catalogna è situato nel Parco della Cittadella e il Palazzo della Generalitat de Catalunya, sede della Presidenza e dal Governo della Generalitat, è situato nella Plaça de Sant Jaume. La Generalitat viene eletta a suffragio universale in elezioni che si svolgono ogni quattro anni in tutta la Catalogna, e ha grandi competenze sulla gestione della regione autonoma, dall'educazione ai problemi sociali, ai trasporti, alla politica economica, al commercio, ecc. È anche responsabile della costruzione di infrastrutture come ospedali, scuole, università e residenze per la terza età.
- La Deputazione di Barcellona è il consiglio provinciale di Barcellona, un organismo con minore potere politico in quanto non eletto dai cittadini. Attualmente presiede il patronato che si occupa del mantenimento del parco del monte di Collserola, e anche di altri parchi ed edifici pubblici in città e nel resto della Provincia di Barcellona. Gestisce anche alcuni musei e un'ampia rete di biblioteche pubbliche gestite assieme ai municipi.
- Il Consiglio comarcale del Barcellonese è l'organismo con minori poteri in città. Sebbene non nato a tal fine ma nell'ambito di una generale ripartizione della Catalogna in territori più estesi della spezzettatissima rete dei comuni spagnoli, questo consiglio di concertazione fra Barcellona e quattro comuni confinanti ha sempre più preso il profilo di un'assemblea di pianificazione delle politiche pubbliche dell'area metropolitana del capoluogo catalano.

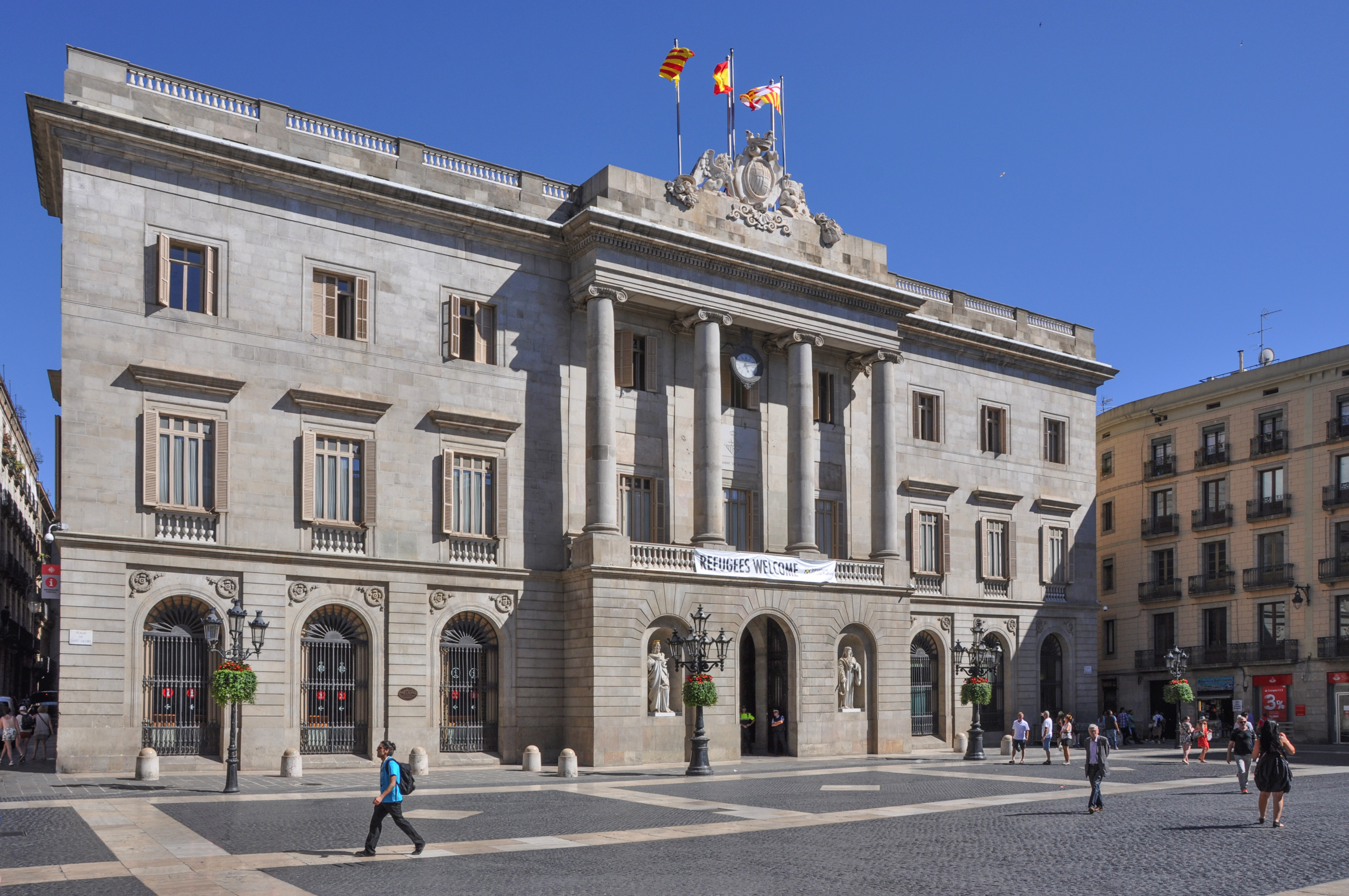
Facciata del Municipio di Barcellona.

- Il Comune di Barcellona è l'organismo con maggiori competenze e funzioni pubbliche in città, visto che regola la vita quotidiana dei cittadini tramite importanti questioni come: la pianificazione urbanistica, i trasporti, la gestione della sicurezza cittadina tramite la Guardia Urbana, il mantenimento delle strade e dei giardini. È responsabile anche della costruzione di infrastrutture municipali come asili, polisportivi, biblioteche, ecc. Il governo del comune di Barcellona è scelto per suffragio universale ogni quattro anni. Il potere del municipio si struttura in due livelli, dato che la città è divisa amministrativamente in dieci distretti. Esiste un livello di competenze gestito direttamente dal sindaco di Barcellona e dal suo staff di governo, che si occupa delle questioni generali e importanti per tutta la città. D'altra parte esiste un altro livello di competenze delegate ai distretti. Ogni distretto ha il suo centro politico e amministrativo che funziona come un ente politico autonomo.

### Gemellaggi
Barcellona è gemellata con le seguenti città:
| - Anversa, dal 1997 - Atene, dal 1999 - Boston, dal 1983 - Pusan, dal 1983 - Colonia, dal 1984 - Danzica, dal 1990 | - Dubai, dal 2006 - Dublino, dal 1998 - Esfahan, dal 2000 - Gaza, dal 1998 - Istanbul, dal 1997 - Kōbe, dal 1993 | - L'Avana, dal 1993 - Monterrey, dal 1977 - Montevideo, dal 1985 - Montpellier, dal 1963 - Rio de Janeiro, dal 1972 - San Paolo, dal 1985 | - San Pietroburgo, dal 1985 - Sarajevo, dal 2000 - Shanghai, dal 2001 - Tel Aviv, dal 1998 - Tunisi, dal 1969 - Valparaíso, dal 2001 |

### Accordi di cooperazione
Barcellona ha accordi di cooperazione con le seguenti città:
| - Algeri, dal 1997 - Buenos Aires, dal 1990 - Rosario, dal 1999 - Ostenda, dal 2006 - Salvador, dal 2004 - Bogotà, dal 2005 - Medellín, dal 1992 | - Gyeonggi, dal 2000 - Alessandria d'Egitto, dal 2007 - Guayaquil, dal 2005 - Quito, dal 2005 - Chicago, dal 2006 - Seattle, dal 2003 | - Lione, dal 2004 - Marsiglia, dal 1998 - Budapest, dal 2007 - Genova, dal 1998 - Torino, dal 2004 - El Mina, dal 1991 | - Casablanca, dal 2004 - Tangeri, dal 1991 - Tétouan, dal 2006 - Città del Messico, dal 1992 - Puebla de Zaragoza, dal 2005 - Lima, dal 1999 | - Trujillo, dal 1991 - San Salvador, dal 2007 - Singapore, dal 2007 - Santiago del Cile, dal 1997 - Canton, dal 2003 - Ningbo, dal 1995 |

## Sport
Barcellona ha ospitato numerosi eventi sportivi di rilevanza internazionale, come le Olimpiadi del 1992 e alcune partite del campionato del mondo 1982. Sulle strade cittadine si svolgono una grande quantità di competizioni sportive, tra cui diverse maratone.
La città è sede di tre club delle principali leghe calcistiche nazionali: il pluri-titolato Futbol Club Barcelona, che gioca nello stadio Camp Nou, situato nel nord-ovest della città, l'Espanyol, il cui stadio è il Cornellà-El Prat (fino al luglio 2009 giocava le partite interne allo Stadio Olimpico Lluís Companys), e le meno note CE Europa e Unió Esportiva Sant Andreu, che gioca al Narcís Sala.
Di grande livello internazionale è anche la prima squadra del Futbol Club Barcelona Bàsquet, che fa parte della sezione cestistica del Futbol Club Barcelona e disputa gli incontri casalinghi nel capiente Palau Blaugrana.
Barcellona ha anche una squadra ad alto livello nella pallamano. Il FC Barcelona Handbol gioca le gare interne al Palau Blaugrana.
Fuori città, ma sempre nella Provincia di Barcelona, vi sono altri impianti sportivi importanti come il Circuito di Catalogna, dove si disputano i Gran Premi di Formula 1 e del motomondiale.